# Romanico lombardo

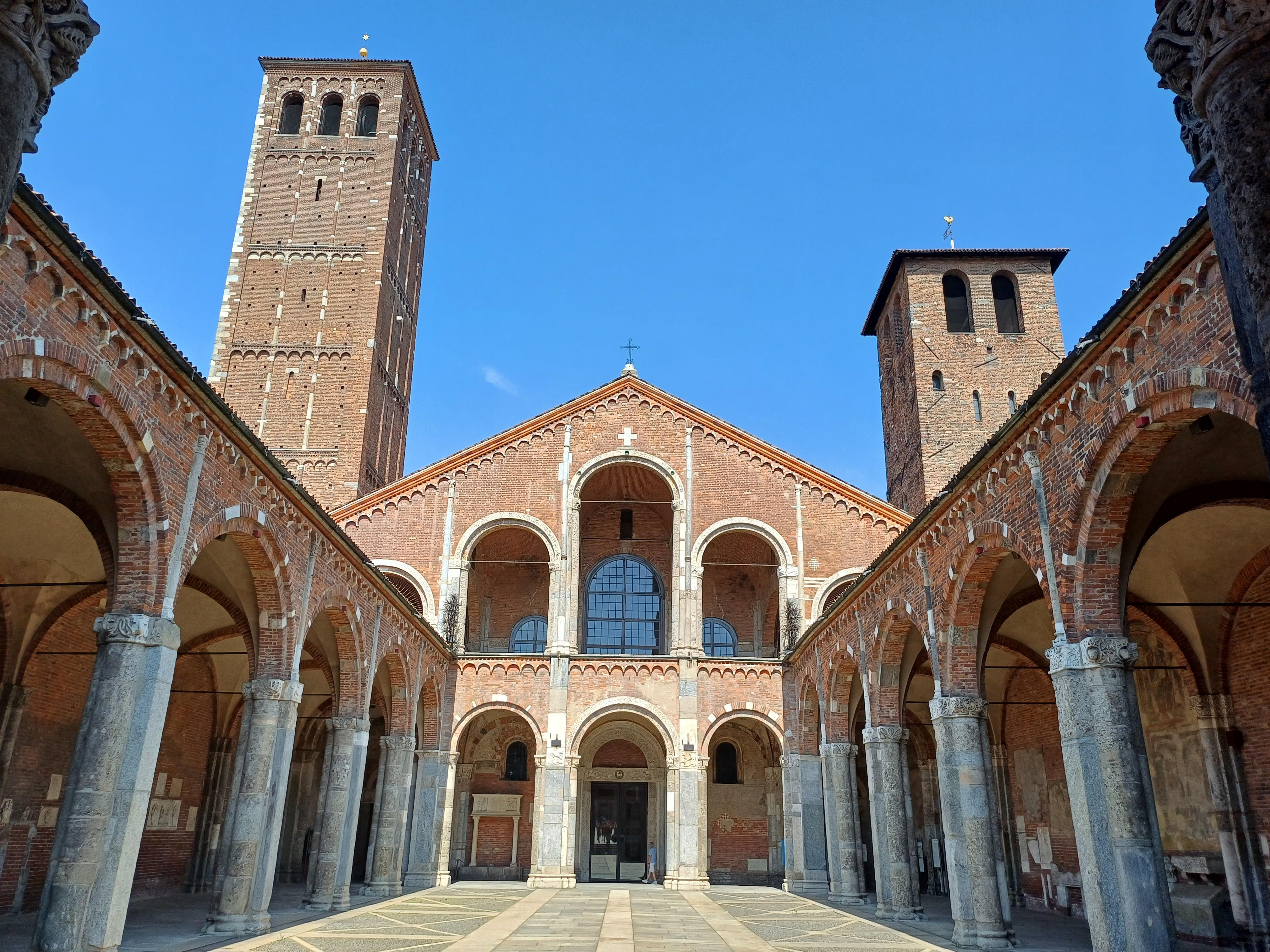
Atrio e facciata di Sant'Ambrogio, Milano

Il romanico lombardo si sviluppò tra gli ultimi decenni dell'XI secolo e il XII secolo nell'area della Lombardia storica, comprendente anche l'Emilia e una parte del Piemonte (non va infatti dimenticato che nel medioevo, come pure fino a quasi l'unità d'Italia, il toponimo "Lombardia" veniva utilizzato per indicare gran parte dell'Italia settentrionale) e influenzò una larga parte dell'Italia, fino all'Umbria, alle Marche, al nord del Lazio, ed in parte anche la Puglia e la Sardegna.
La Lombardia fu la prima zona italiana a ricevere le novità artistiche dall'Oltralpe, grazie all'ormai secolare movimento di artisti lombardi in Germania e viceversa, ma soprattutto a esportare tecniche costruttive avanzate come ad esempio le volte in pietra e anche caratteri stilistici come gli archetti pensili e le lesene (non a caso chiamate in Francia bandes lombardes). 
Dal 2007 il Consiglio d'Europa ha promosso un Itinerario Culturale del Consiglio d'Europa ideato per valorizzare, studiare e promuovere il patrimonio artistico e la conoscenza dell'arte romanica in Europa: Transromanica, individuando, nell'ambito del romanico lombardo, tre monumenti di particolare interesse: il duomo di Modena, la basilica di San Michele Maggiore a Pavia e l'abbazia di Vezzolano.

## Architettura

### Lombardia

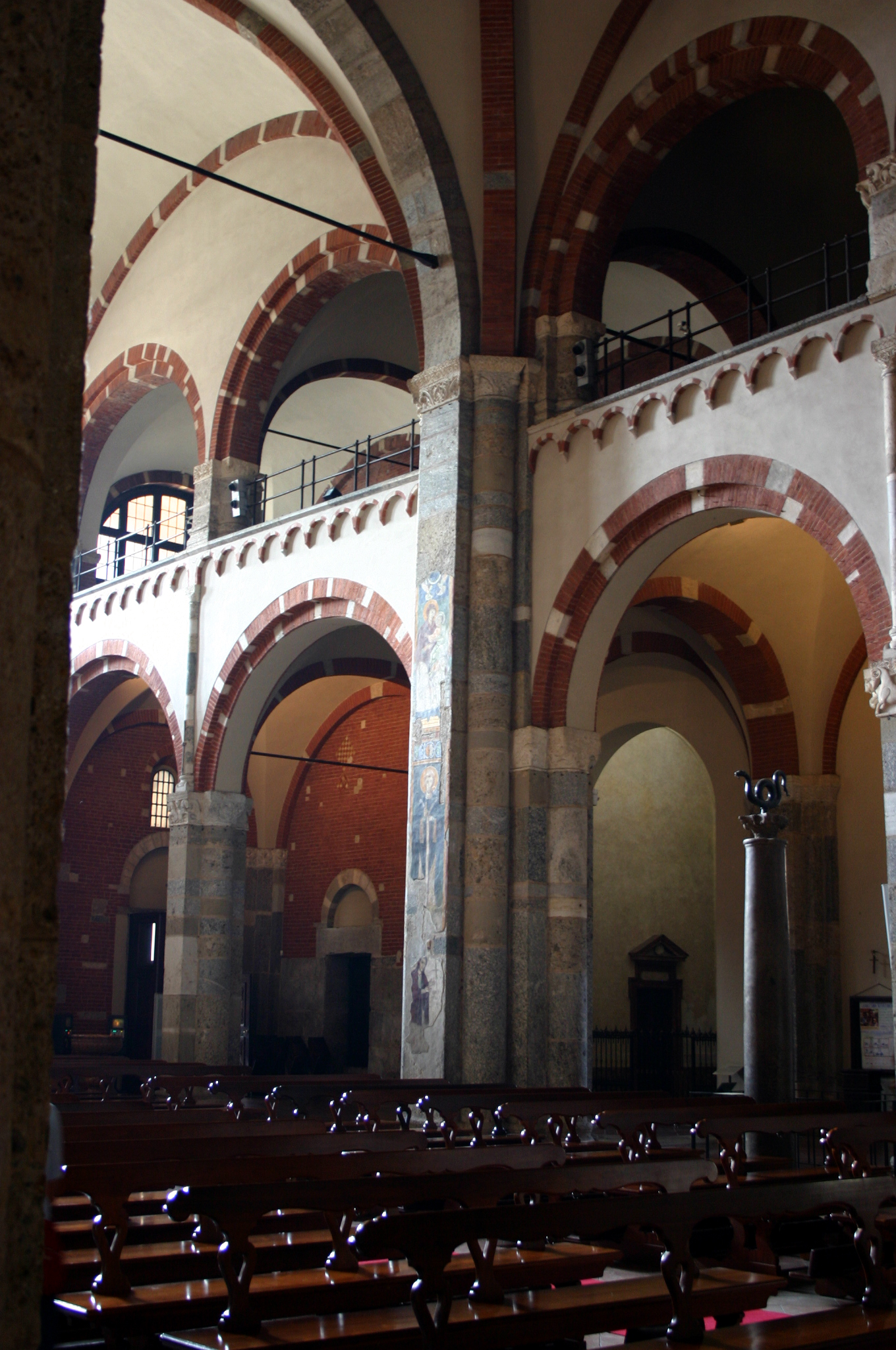
Interno di Sant'Ambrogio, Milano

Una delle prime chiese pervenuteci, con elementi significativi delle novità dello stile romanico è la basilica di Santa Maria Maggiore a Lomello, costruita tra il 1025 e il 1050, con forti richiami all'architettura ottoniana: fu una delle prime chiese in Italia che fu coperta nelle navate laterali da volte a crociera, invece delle tradizionali travature. All'interno, al posto dei colonnati basilicali, si trovano pilastri con due semicolonne affiancate ai lati. Le semicolonne reggono gli archi divisori, mentre i pilastri si prolungano in paraste fino alle imposte del soffitto, dove trovano posto alcuni originali arconi in mattoni, che attraversano la navata centrale. La particolare conformazione dei prolungamenti dei pilastri e delle semicolonne fa sì che i blocchi d'imposta (al posto dei capitelli) creino una sorta di decorazione cruciforme sulle pareti.
Sempre di influsso germanico è la piccola chiesa di San Pietro al Monte di Civate, dove sono presenti due absidi opposte, secondo modelli carolingi.
Nella zona del comasco si ripresero modelli nordeuropei, come mostra la basilica di Sant'Abbondio, a cinque navate a coperta a travi lignee, dove è presente un doppio campanile nello stile dei Westwerk tedeschi. Altre peculiarità sono la presenza precoce di archetti ciechi e lesene nella muratura esterna, costituita in pietra locale invece del tipico laterizio usato a Milano e a Pavia.

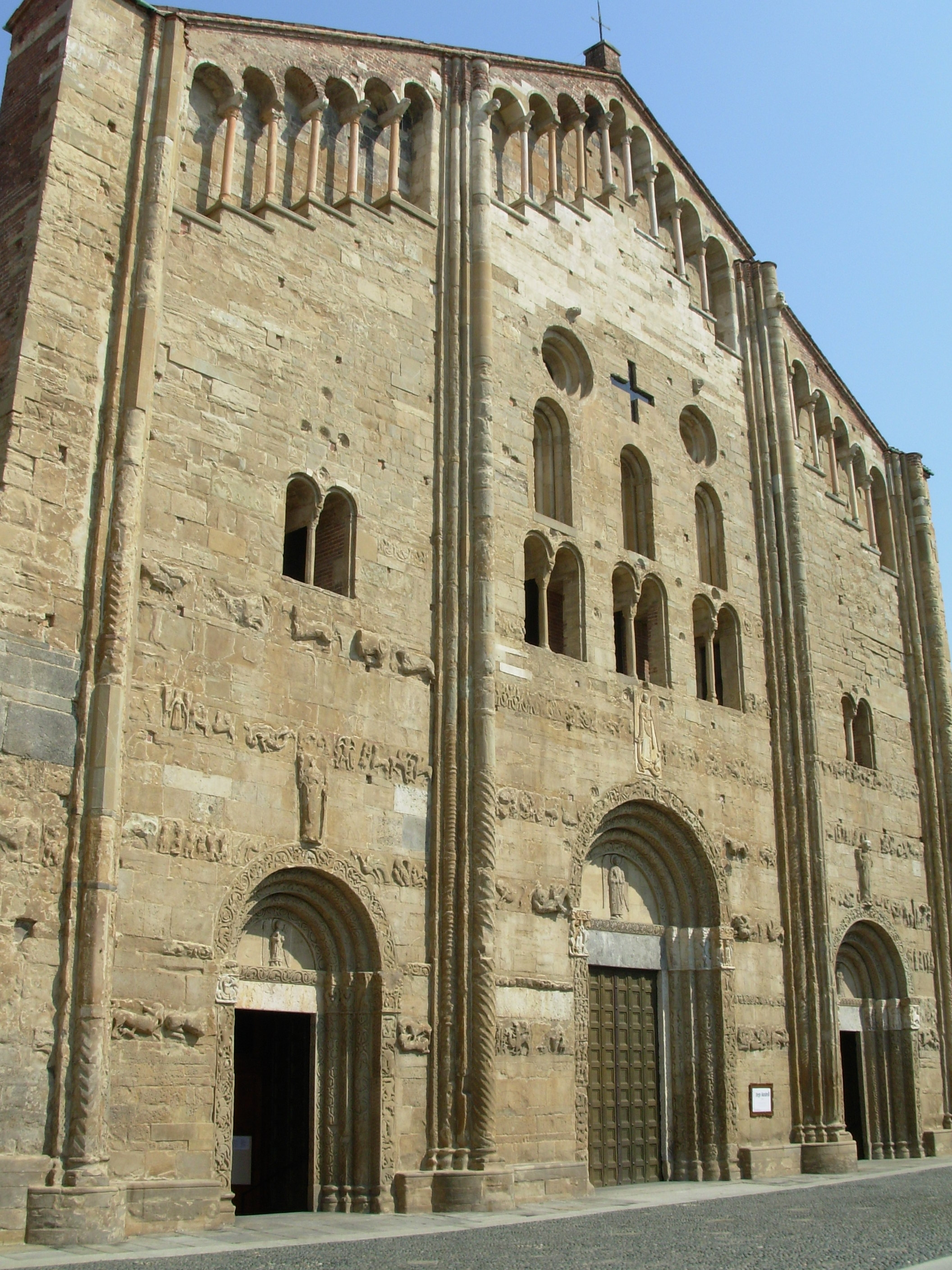
San Michele Maggiore a Pavia

Tra la fine dell'XI e l'inizio del XII secolo, in uno stile romanico già maturo, venne ricostruita la basilica di Sant'Ambrogio a Milano, dotandola di volte a crociera costolonate ed un disegno molto razionale, con una perfetta corrispondenza tra il disegno in pianta e gli elementi in alzato. In pratica ogni arco delle volte poggia su un semipilastro o una semicolonna propria che sono poi raggruppati nel pilastro a fascio, la cui sezione orizzontale non è quindi casuale, ma legata strettamente a ciò che sostiene. La facciata (detta a capanna) presenta due logge sovrapposte, quella inferiore ha tre arcate uguali e si ricongiunge con il perimetro interno del portico, quella superiore ha cinque arcate che scalano in altezza assecondando il profilo degli spioventi. Presenta anche degli archetti pensili, cioè file di piccoli archi a tutto sesto che "ricamano" la cornice marcapiano e gli spioventi. Il quadriportico invece venne ricalcato sulla precedente struttura paleocristiana, sebbene avesse ormai cambiato funzione: non più luogo per contenere i catecumeni, ma sede di riunioni ed assemblee religiose o civili.
L'isolamento stilistico di Sant'Ambrogio di Milano non doveva essere spiccato quanto oggi rispetto all'epoca della ricostruzione, quando esistevano altri monumenti oggi andati perduti o pesantemente manomessi nei secoli, come le cattedrali di Pavia, di Novara e di Vercelli. Restano comunque riecheggiamenti del modello di Sant'Ambrogio nella chiesa dei Santi Celso e Nazaro, sempre a Milano, o in chiese extraurbane come chiesa di San Sigismondo a Rivolta d'Adda.

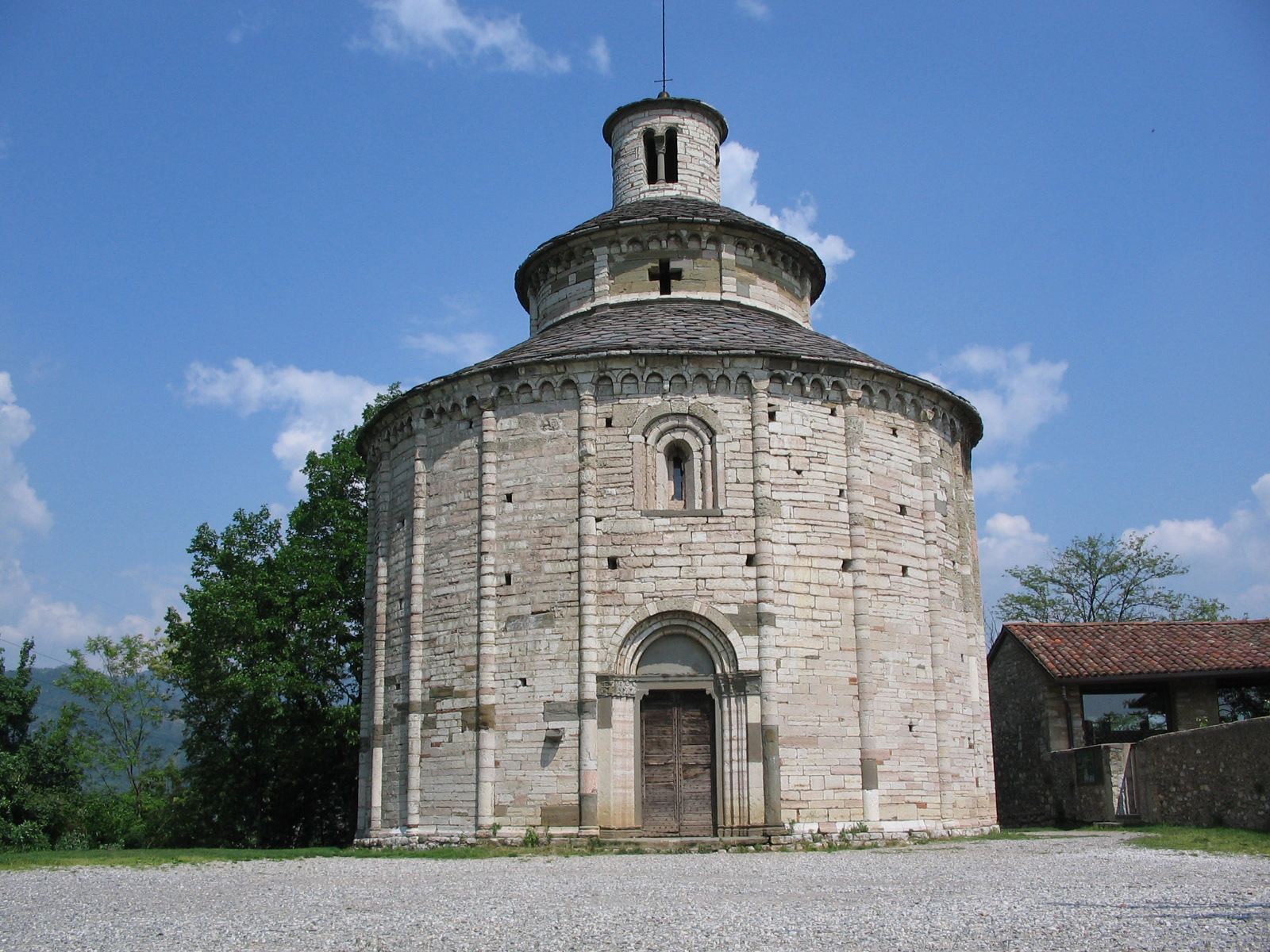
Rotonda di San Tomè

La rotonda di San Tomè, unanimemente considerata monumento del romanico maturo, sita in provincia di Bergamo si distingue per la pianta circolare, per l'armonia dei volumi cilindrici sovrapposti, per l'originalità della struttura interna suddivisa in percorsi delimitati da colonne e capitelli di particolare bellezza e pregio artistico.
Il matroneo sovrapposto al corpo principale è caratterizzato, anch'esso, da colonne sovrastanti quelle del corpo inferiore, culminati da capitelli scolpiti con motivi diversi che riproducono ornature longobarde, episodi biblici e figure zoomorfe. La lanterna chiude la struttura rendendo un effetto di grande fascino e di elegante snellezza.
Altri esempi di chiese romaniche lombarde a pianta circolare sono il Duomo vecchio di Brescia e la Rotonda di San Lorenzo a Mantova.
Altri sviluppi sono testimoniati per esempio dalla basilica di San Michele Maggiore a Pavia, con la facciata costituita da un unico grande profilo pentagonale con i due spioventi, tripartito da contrafforti a fascio, e, nella parte alta, decorato da due gallerie simmetriche di archetti su colonnine, che seguono il profilo della copertura; il forte sviluppo ascensionale è sottolineato anche dalla disposizione delle finestre, concentrate nella zona centrale. La straordinaria decorazione con fasce scolpite che attraversano orizzontalmente l'intera facciata è oggi gravemente compromessa dal degrado della pietra arenaria nella quale vennero scolpite.
Il modello di San Michele venne ripreso anche nella chiese pavesi di San Teodoro e di San Pietro in Ciel d'Oro (consacrata nel 1132), e venne sviluppato nel duomo di Parma (fine XII-inizio XIII secolo).

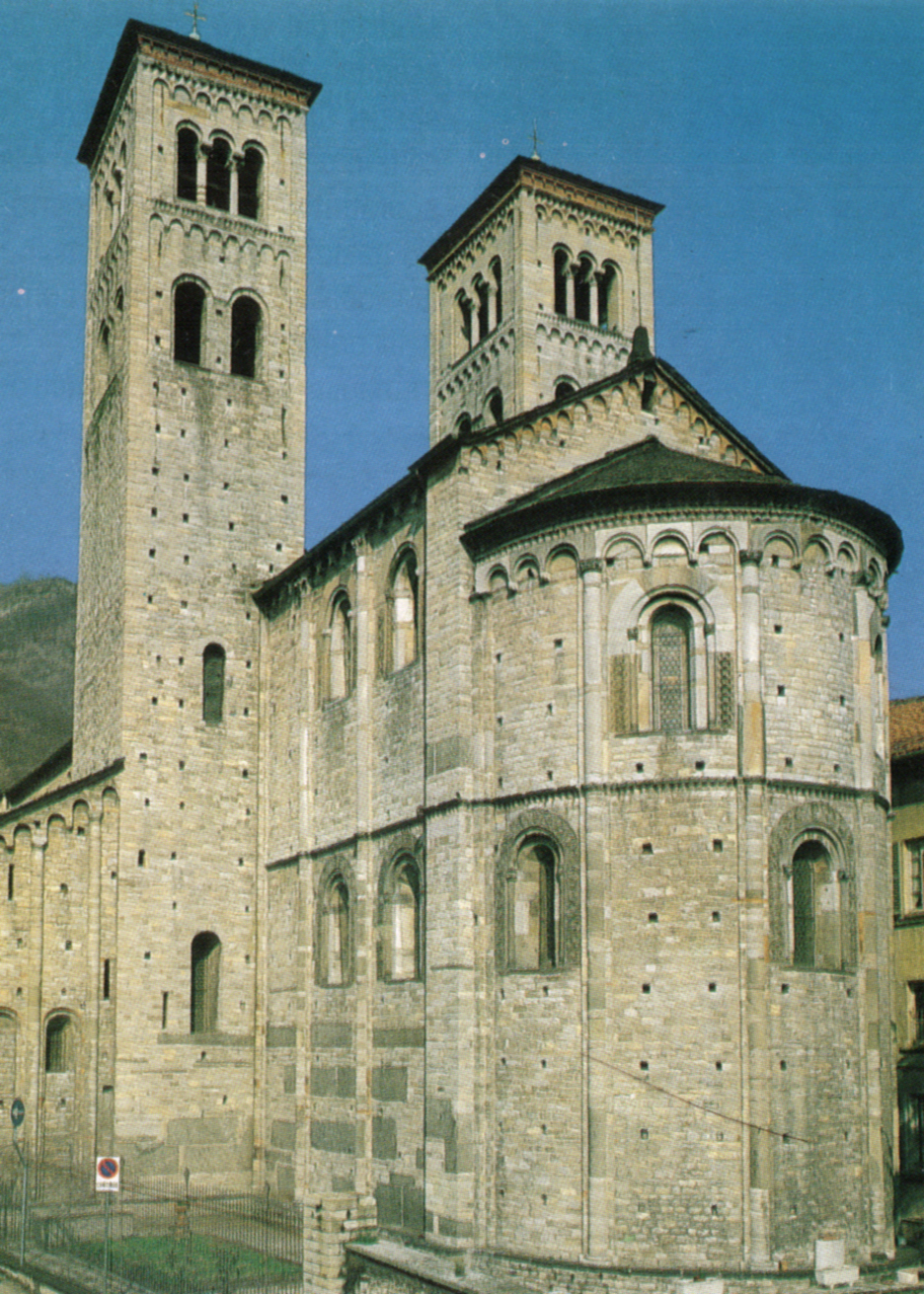
Absidi di Sant'Abbondio (Como, XI secolo)
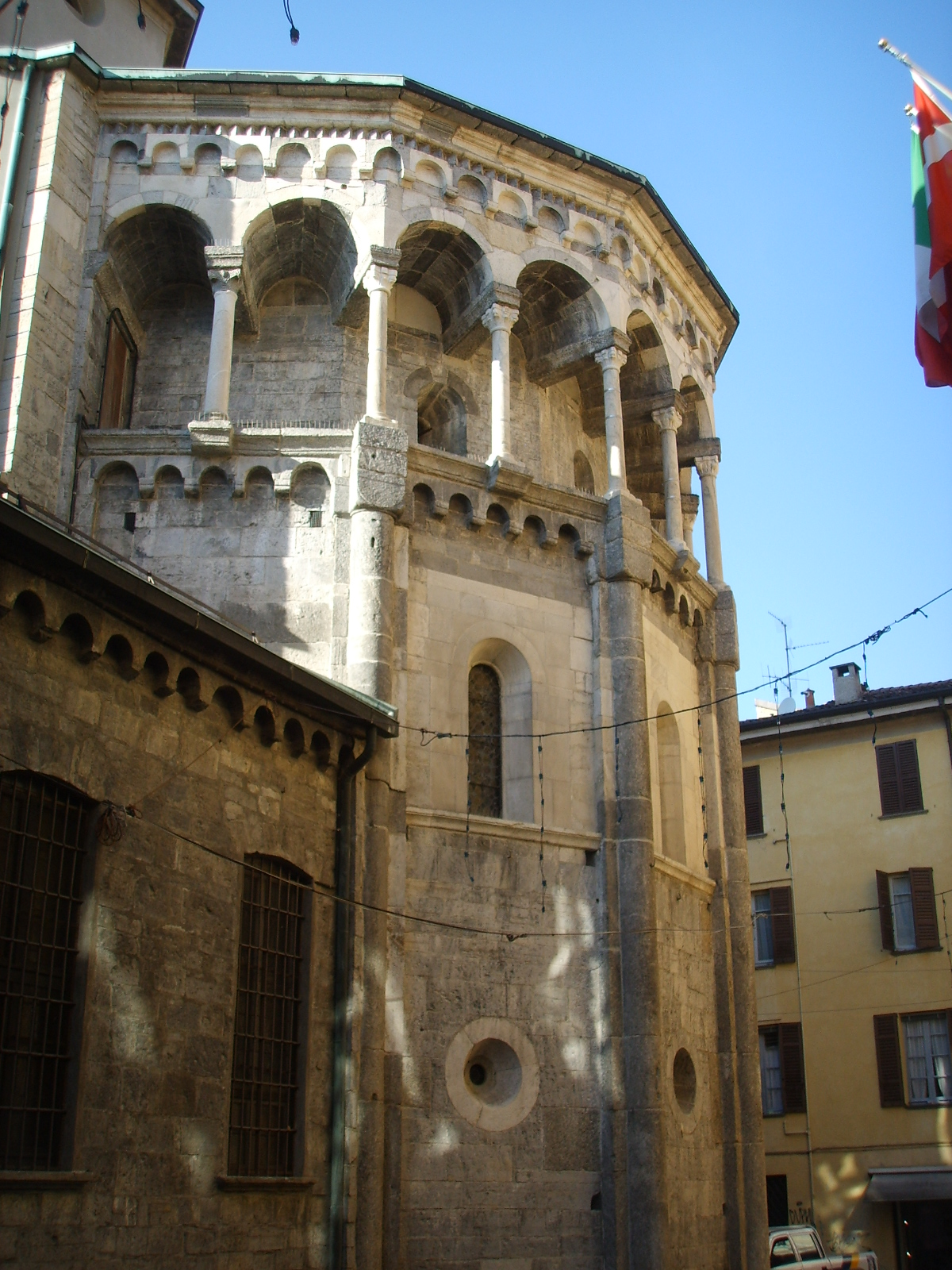
Abside della basilica di San Fedele (Como)
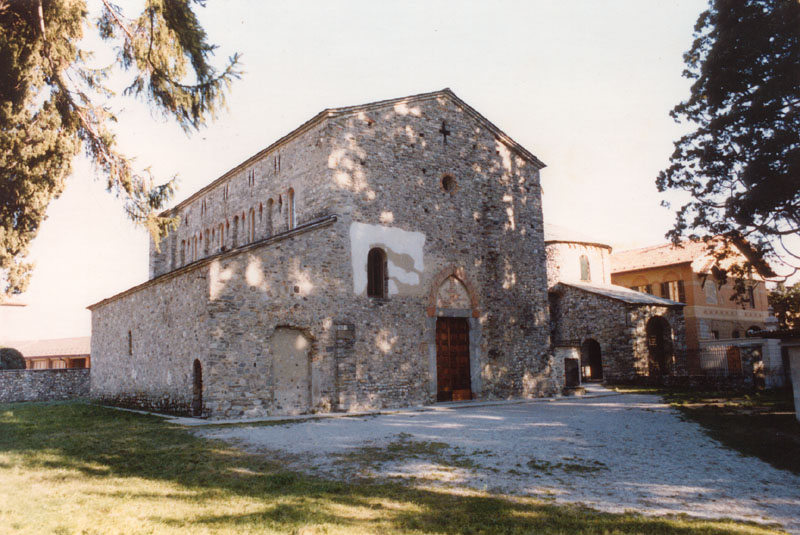
Complesso monumentale di Galliano
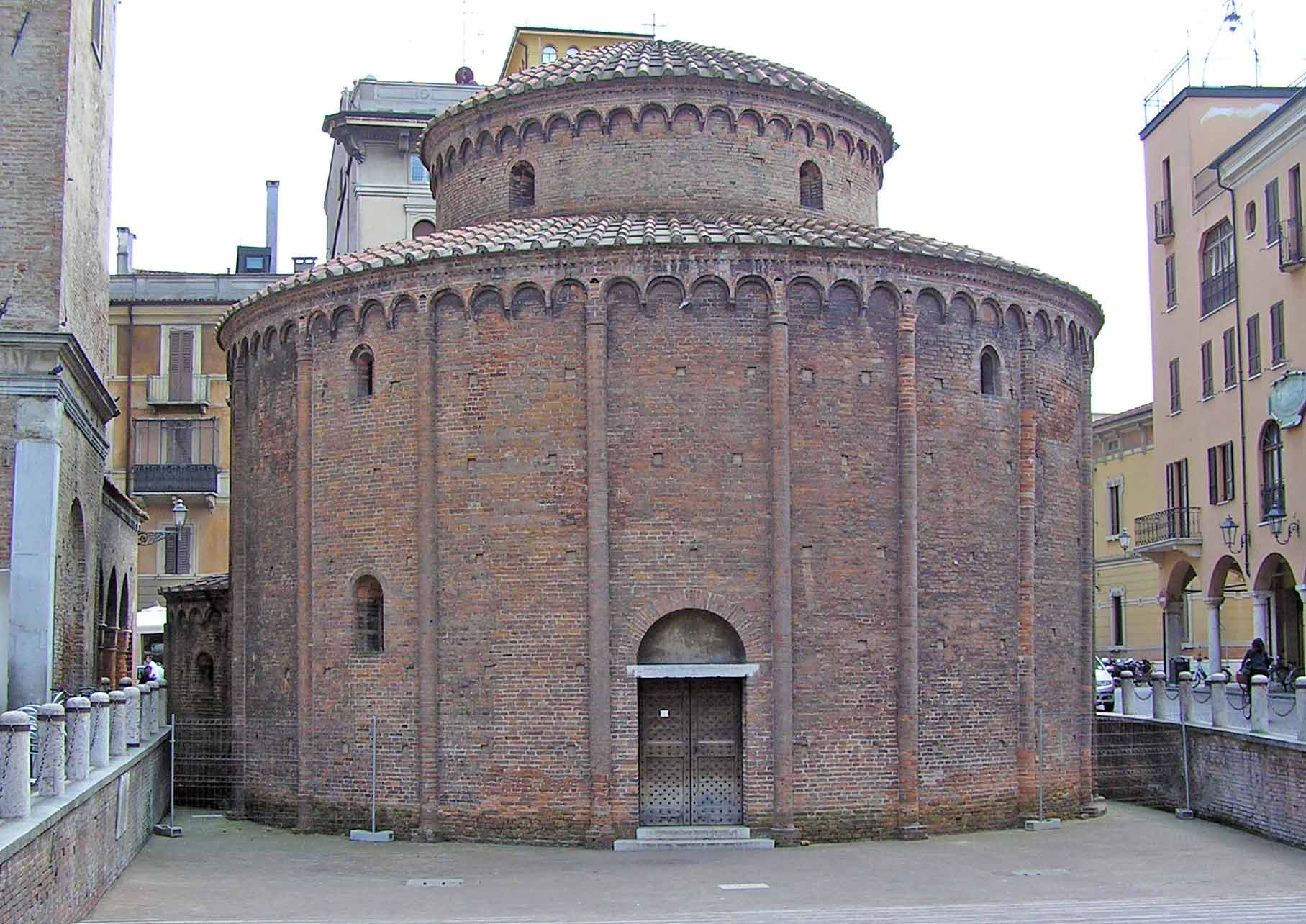
La Rotonda di San Lorenzo a Mantova
Il Duomo vecchio di Brescia
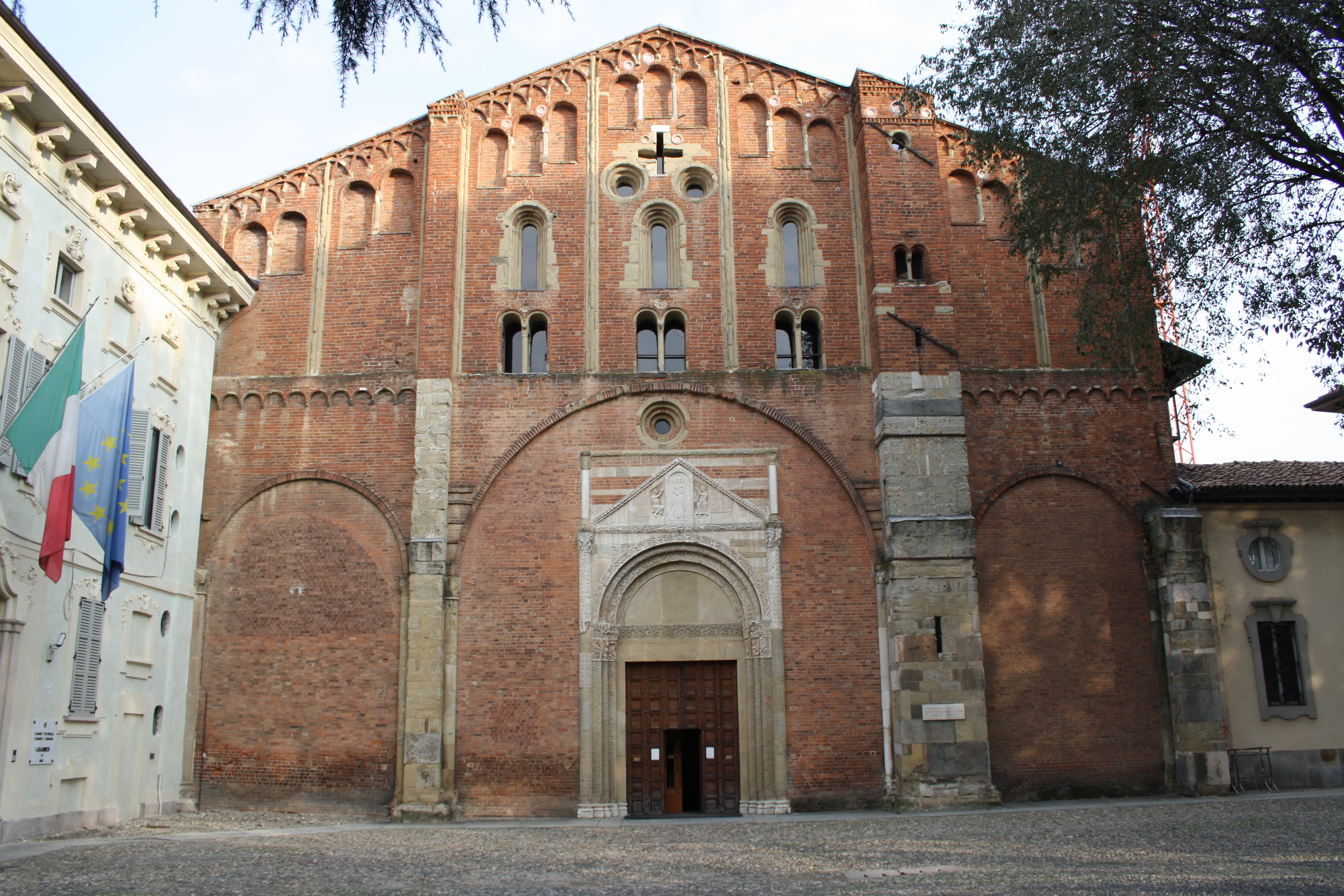
La Basilica di San Pietro in Ciel d'Oro
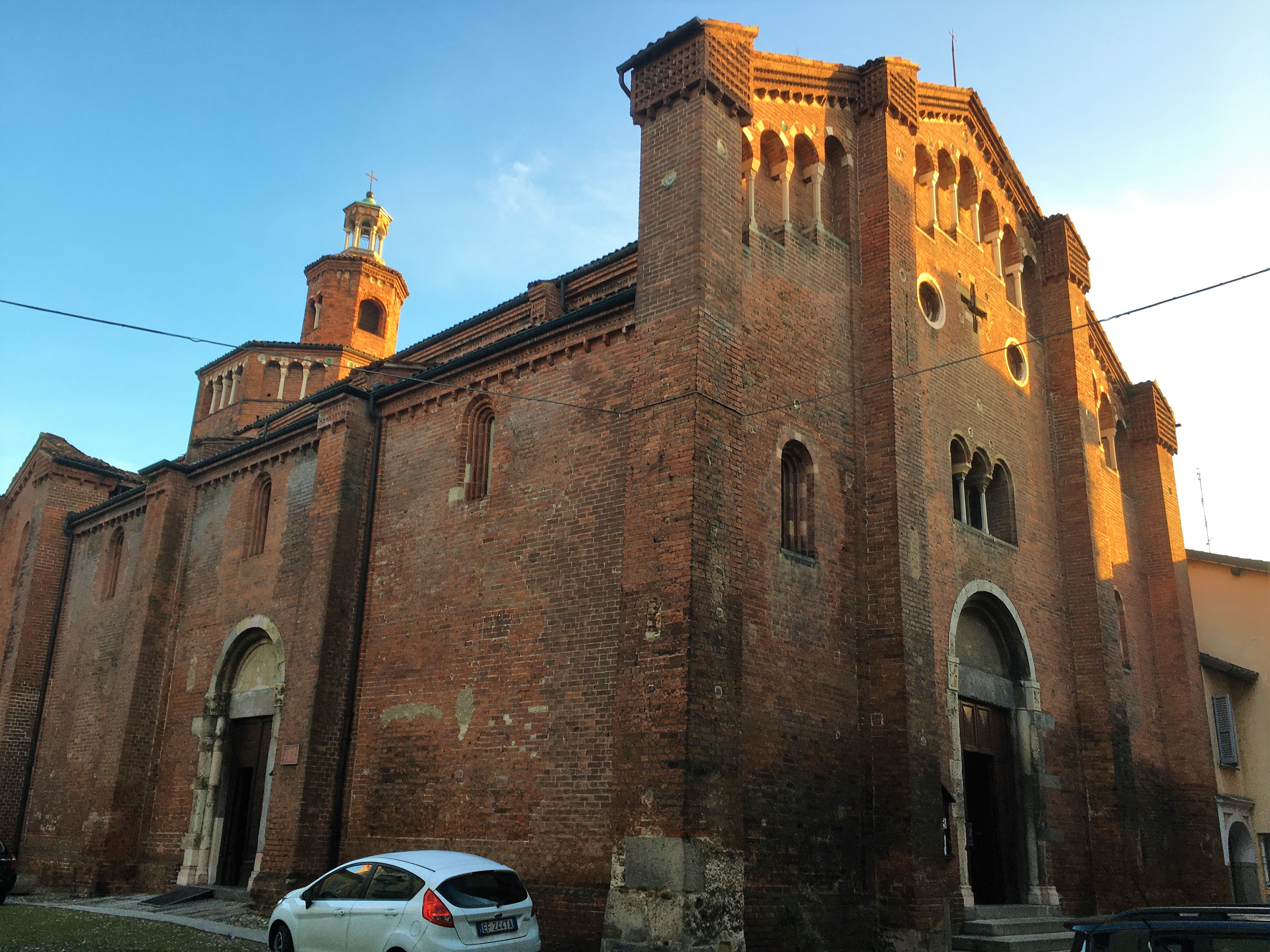
La Chiesa di San Teodoro, Pavia.

### Emilia

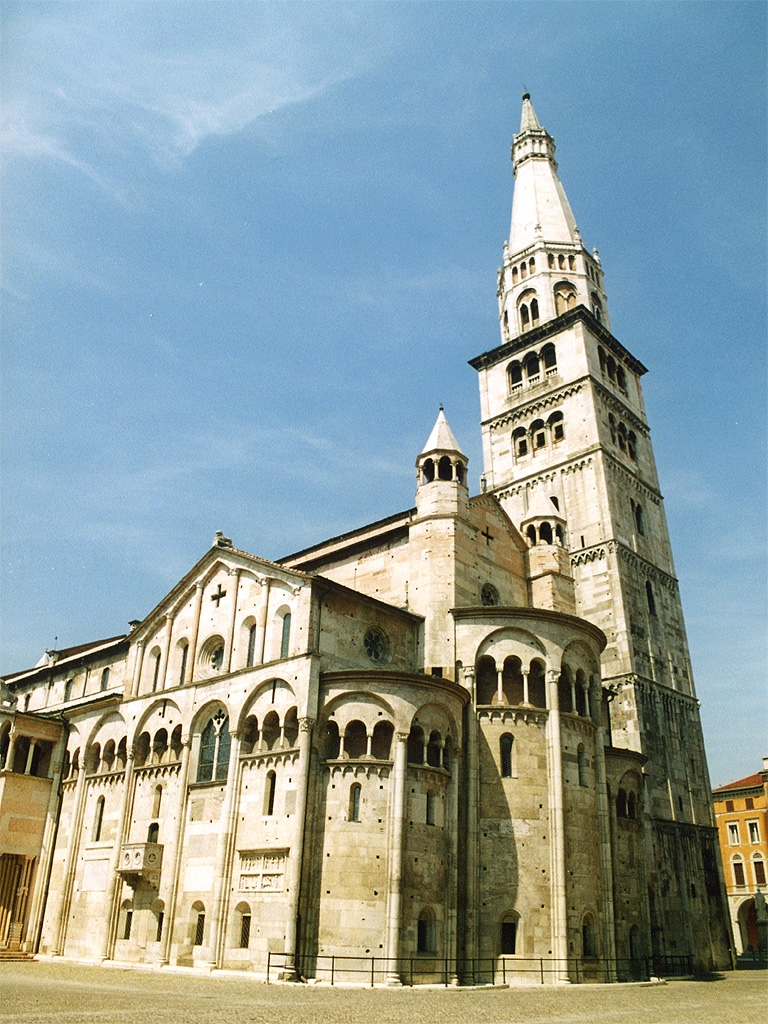
Il duomo di Modena

La maggior parte delle città romane lungo la via Emilia si dotarono in quest'epoca di monumentali cattedrali, fra le quali mantengono tuttora ben visibile l'impianto medievale il duomo di Parma, il duomo di Modena e Fidenza, mentre il duomo di Reggio Emilia venne pesantemente trasformato nei secoli successivi.
Il duomo di Modena è la testimonianza pervenutaci in maniera più coerentemente unitaria. Una lapide murata all'esterno dell'abside maggiore riporta come data di fondazione il 23 maggio 1099 e indica anche il nome dell'architetto, il magister Lanfranco, di origine lombarda (forse comasca), anche se studi recenti ipotizzano una sua origine veronese. Fu costruita in poche decine d'anni, per questo non presenta inserimenti gotici significativi. A tre navate prive di transetto e con tre absidi, era coperta anticamente da capriate lignee, che vennero sostituite con volte a crociera a sesto acuto soltanto durante il XV secolo. Le pareti della navata centrale poggiano su pilastri alternati a colonne e presentano un triforio con trifore che simulano un finto matroneo e un cleristorio dove si aprono le finestre. All'esterno l'articolazione dello spazio riflette quella interna, con una serie continua di loggette ad altezza di "matroneo", che cingono tutt'intorno il duomo, racchiuse da arcate cieche. La facciata a spioventi riflette la forma interna delle navate, ed è tripartita da due poderose paraste mentre il centro è dominato dal portale con protiro a due piani (il rosone ed i portali laterali sono invece più tardi). Di straordinario pregio e importanza è il corredo scultoreo composto dai celebri rilievi di Wiligelmo e dei suoi seguaci.
Il duomo di Parma venne iniziato alla fine del XII secolo e terminato nel corso del Duecento, con il campanile e il protiro sulla facciata. La cattedrale presenta una pianta molto complessa, soprattutto nella zona absidale e nel grande transetto, pure coronato da absidi su entrambi i lati. Anche qui come a Modena ed in particolare come a Pavia, la facciata è movimentata da loggette pensili, sia oblique, sotto gli spioventi, sia in un doppio ordine orizzontale, che creano un ritmato effetto di chiaroscuro assieme alla delicata policromia dovuta all'uso di pietre diverse: arenaria, pietra grigia e marmo rosa di Verona. Parma è famosa per le opere scultoree di Benedetto Antelami. La costruzione delle cattedrali di Piacenza, Parma, Reggio, Modena, Ferrara sancisce l'affermarsi dell'età comunale in cui il nascente Comune rappresenta la continuità ideale con il glorioso municipium romano. Il modello architettonico romanico concilia l'impianto della basilica romana con la struttura chiesastica borgognona.
Vicino per datazione e per stile è il duomo di Piacenza, costruito su iniziativa del Comune dopo la conquista dell'autonomia (1126). A Piacenza lavorò lo scultore Niccolò.
Di particolare interesse sono l'abbazia di Nonantola, il duomo di Fidenza e il complesso di Santo Stefano a Bologna.

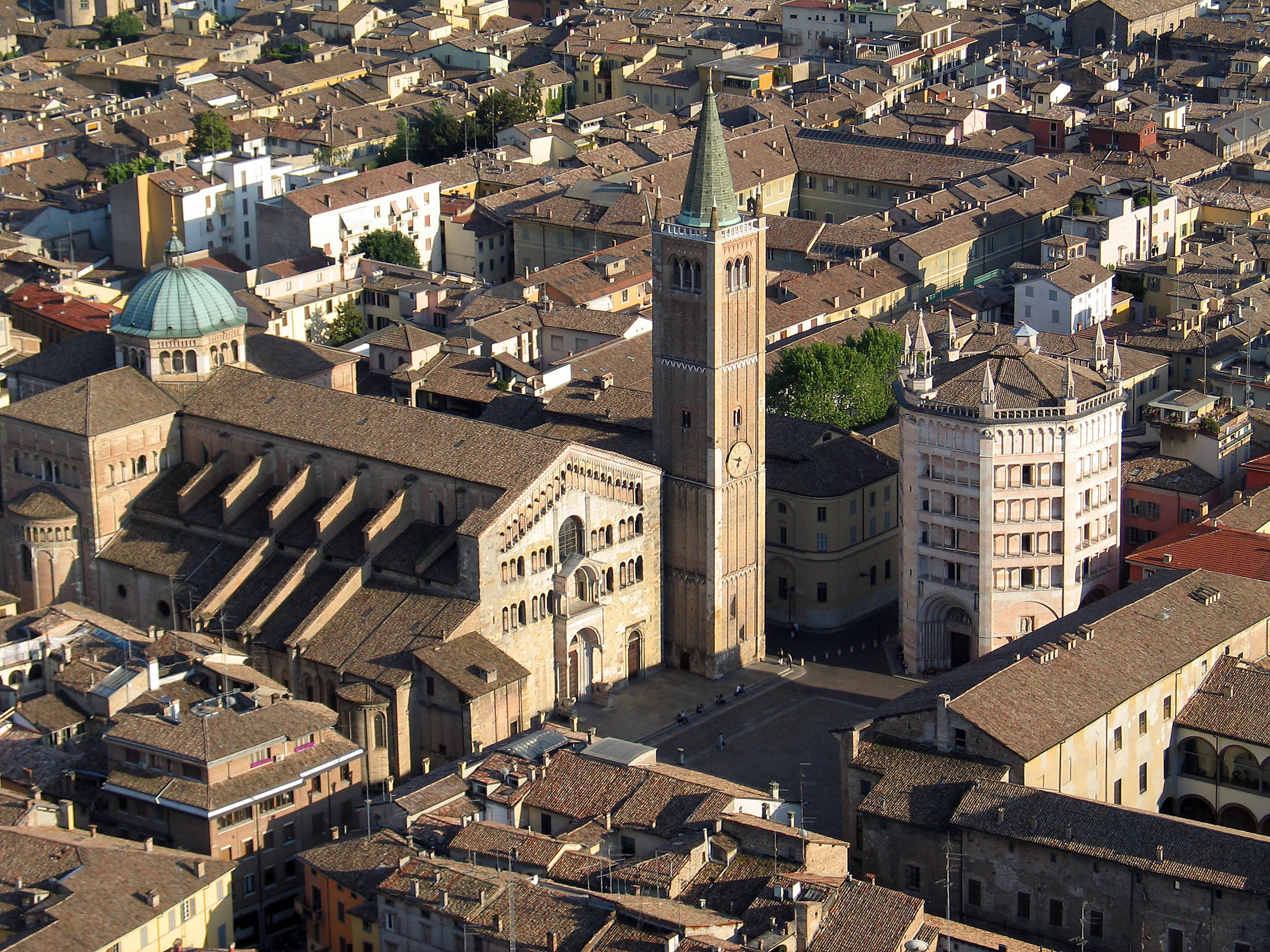
Il duomo di Parma
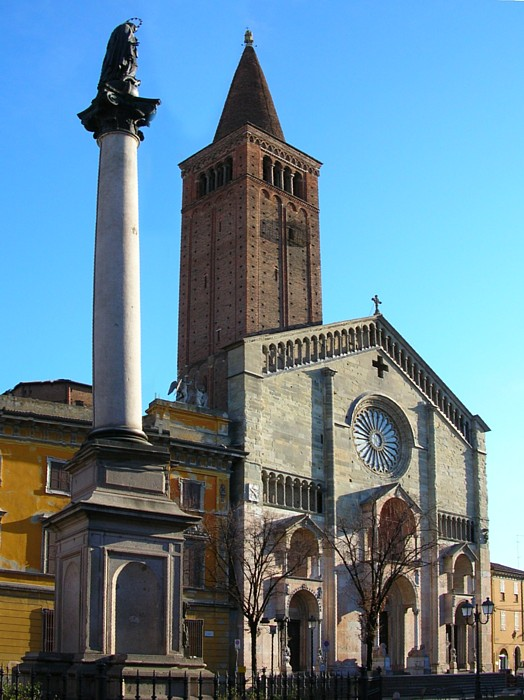
Il duomo di Piacenza
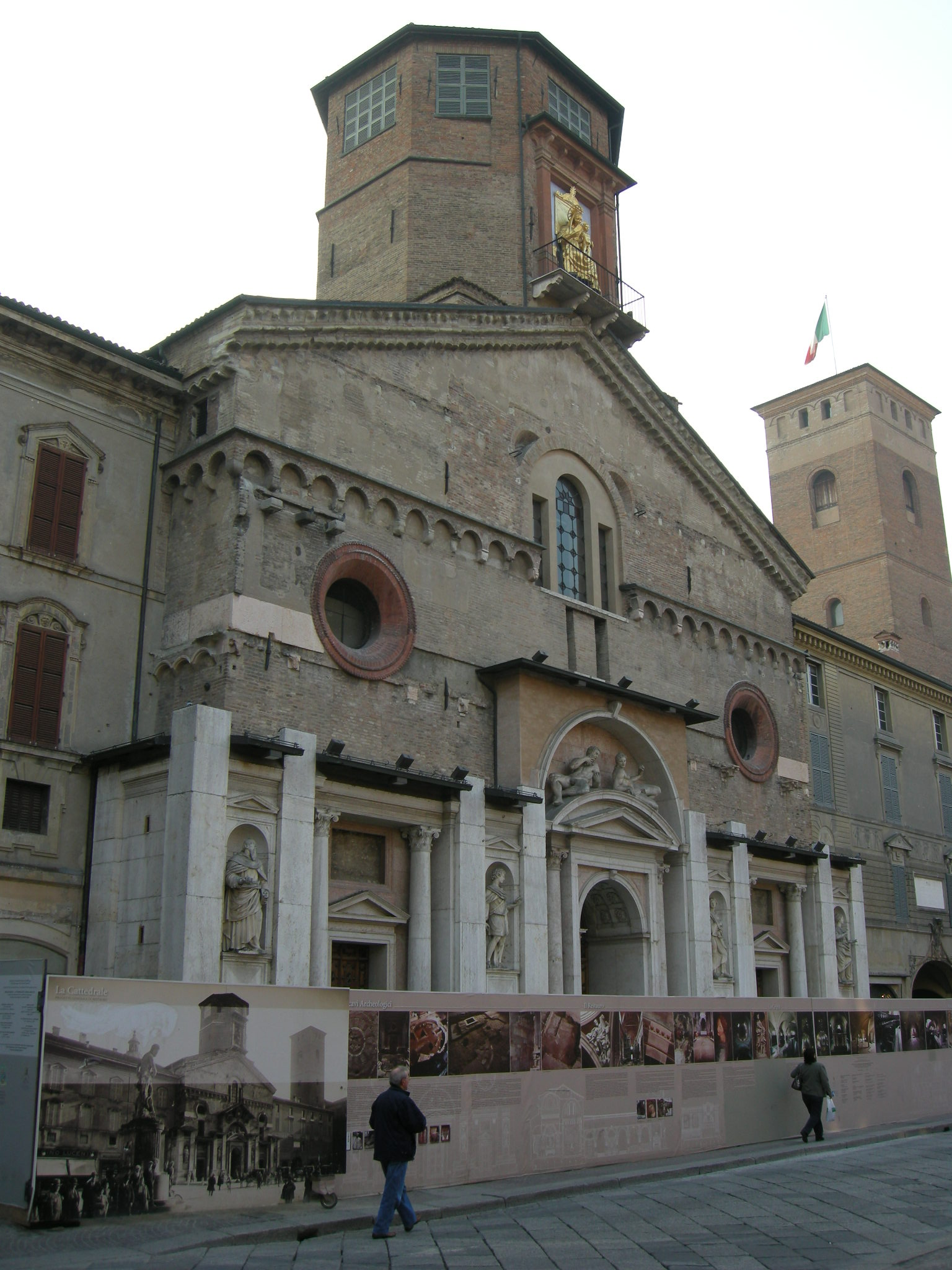
Il duomo di Reggio Emilia (rimaneggiato in seguito)
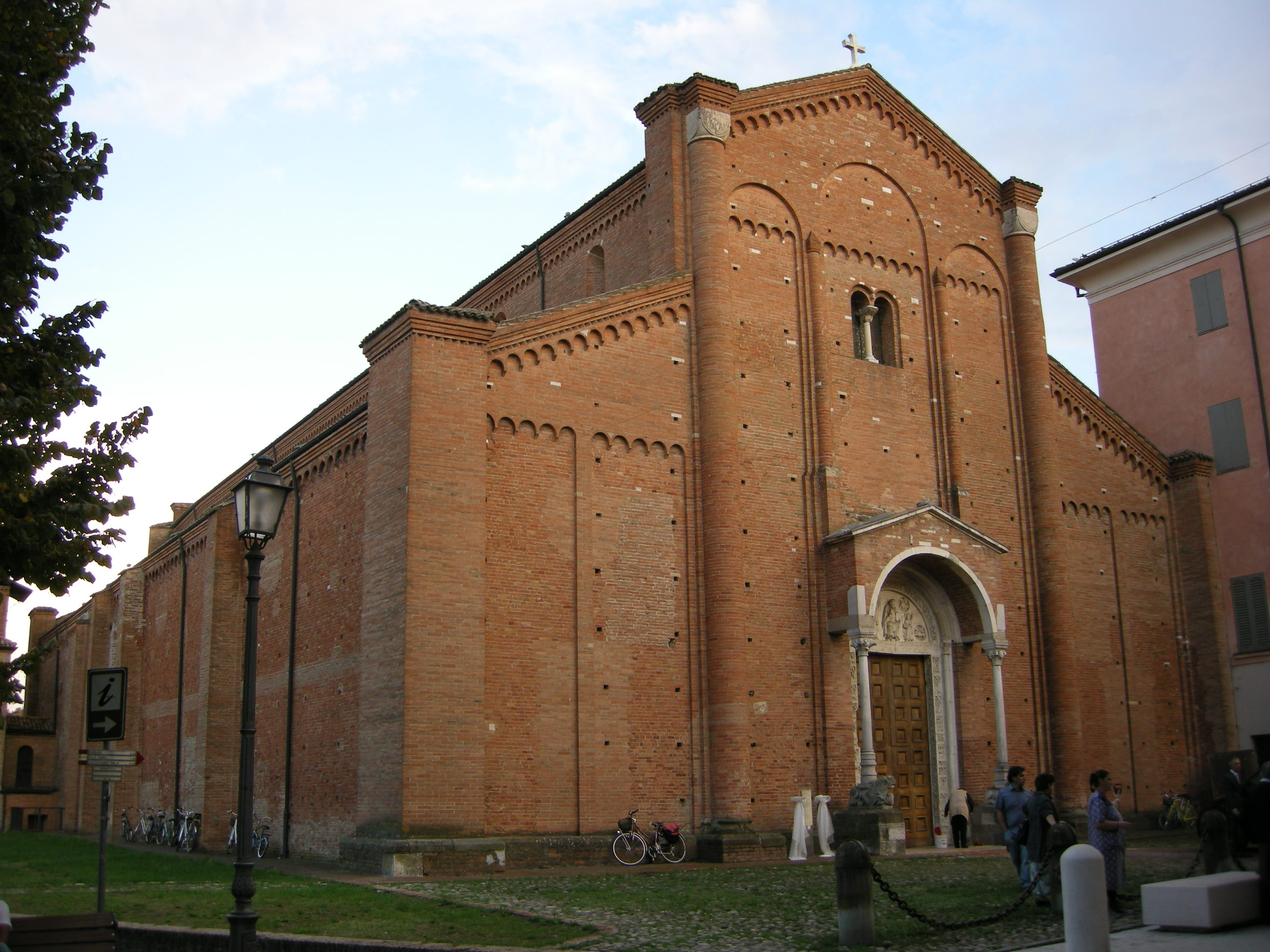
Abbazia di Nonantola
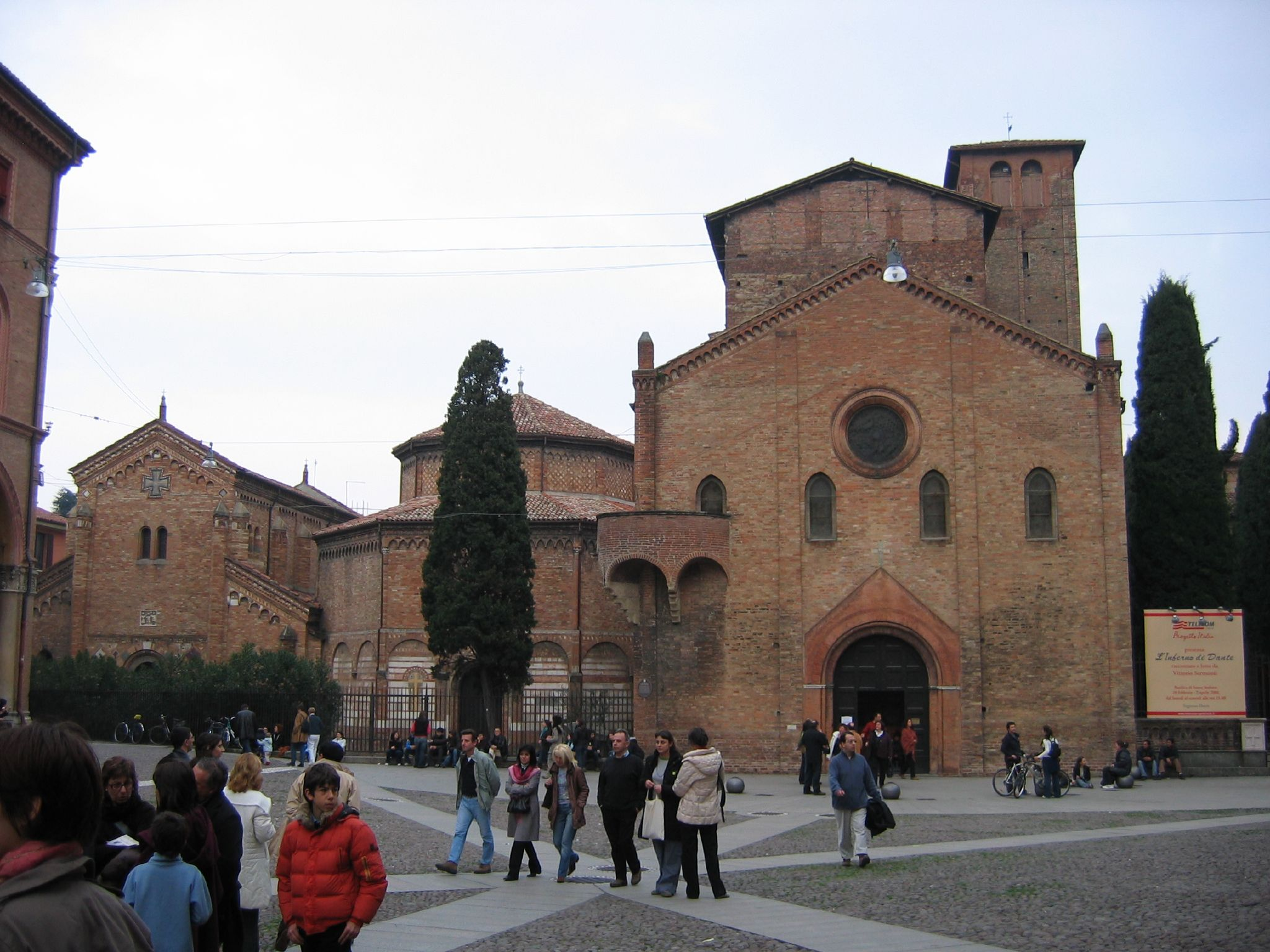
Basilica di Santo Stefano a Bologna

### Altre zone d'influenza

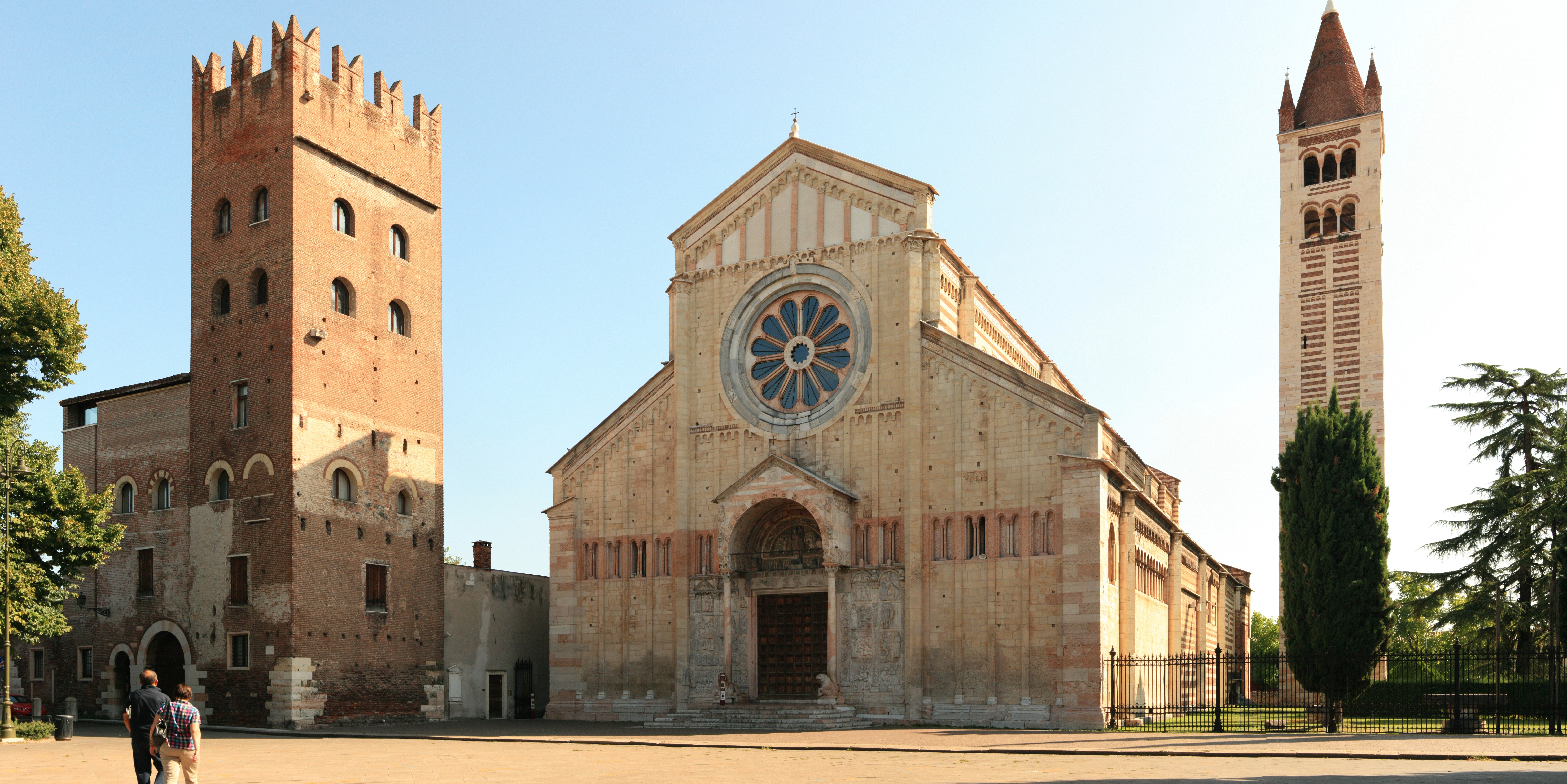
Basilica di San Zeno, Verona

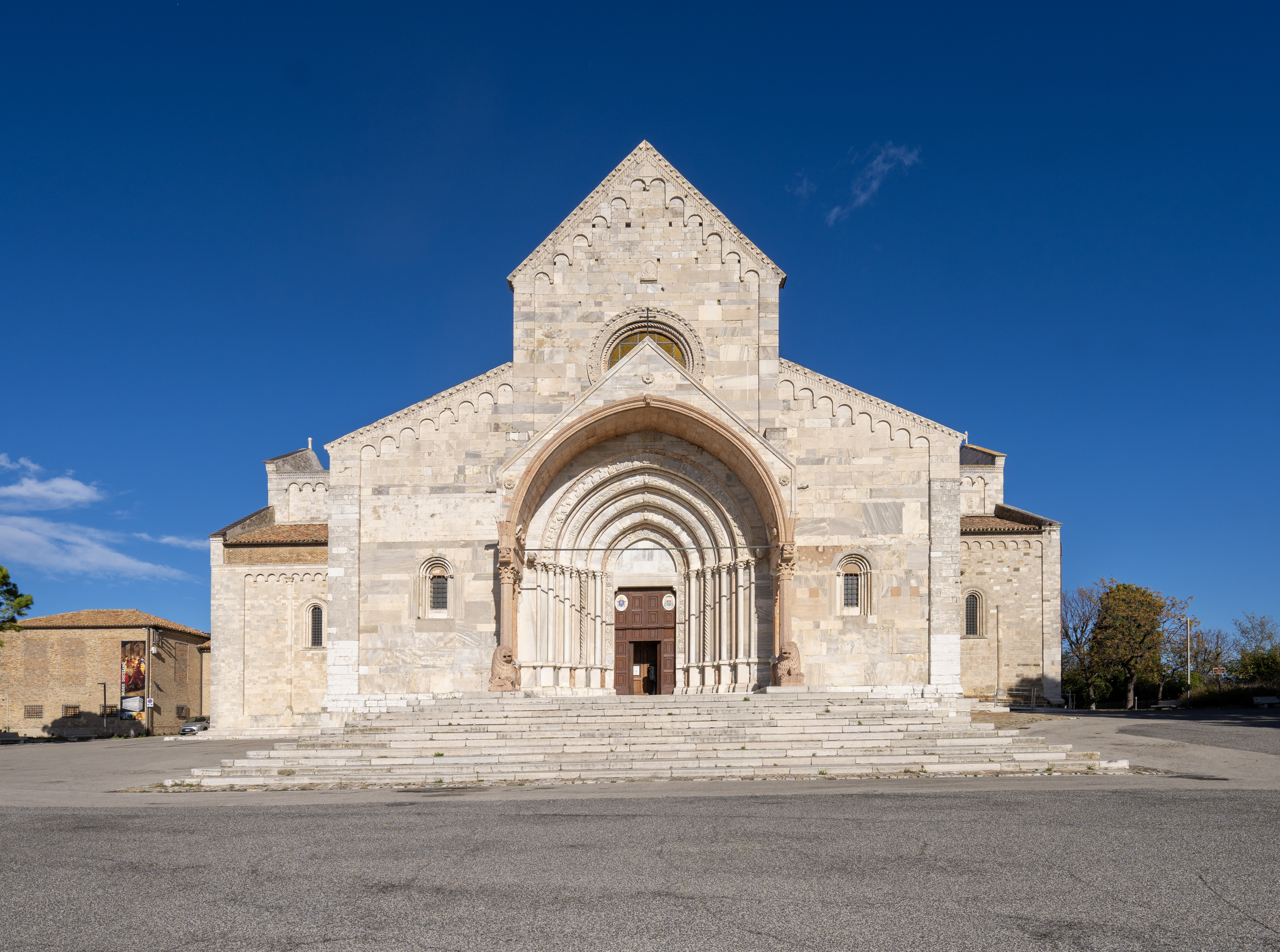
Duomo di San Ciriaco, Ancona

Una diretta filiazione dello stile del duomo di Modena è la basilica di San Zeno a Verona, dove sono citati quasi tutti gli elementi architettonici, dalla facciata a spioventi tripartita, alla galleria di loggette (sebbene qui interpretata con doppie colonnine), ai grandi pannelli scultorei accanto al portale, all'articolazione interna. Il resto del Veneto fu dominato dalle influenze bizantine che filtravano da Venezia, ma una citazione di modi lombardi è riscontrabile nei due ordini di loggette lungo la zona absidale del duomo di Murano.
In Piemonte le influenze lombarde si sommarono a quelle del romanico francese, provenzale, come nella Sacra di San Michele o nella chiesa dei Santi Pietro e Orso ad Aosta. In Liguria il linguaggio stilistico lombardo venne ulteriormente filtrato e mischiato con influenze pisane e bizantine, come nel duomo di Ventimiglia o nelle chiese genovesi di Santa Maria di Castello, San Donato, Santa Maria delle Vigne e San Giovanni di Pré, compresi i corredi scultorei originari.
Anche in Toscana e in Umbria alcune chiese mostrano influenze lombarde, sebbene combinate con elementi più classici desunti da vestigia antiche sopravvissute. È il caso dell'abbazia di Sant'Antimo, della basilica di Santa Maria Infraportas a Foligno, delle chiese di San Salvatore a Terni o Santa Maria Maggiore ad Assisi, del Duomo di Todi.
Nelle Marche i modelli offerti dall'architettura emiliana vengono rielaborati con originalità e combinati con elementi bizantini. Per esempio la chiesa di Santa Maria di Portonovo presso Ancona (metà dell'XI secolo) o la Cattedrale di San Ciriaco (fine XI secolo-1189), presentano una planimetria a croce greca con una cupola all'incrocio dei bracci e un protiro in facciata che inquadra un portale fortemente strombato.
Anche nel Lazio settentrionale gli influssi lombardi pervennero filtrati dall'Umbria e vennero fecondati con l'ininterrotta tradizione classica: a Montefiascone con la chiesa di San Flaviano (inizio XII secolo), a Tarquinia con chiesa di Santa Maria in Castello (iniziata nel 1121), a Viterbo con più basiliche (Santa Maria Nuova, San Francesco a Vetralla, il duomo, San Sisto, San Giovanni in Zoccoli).

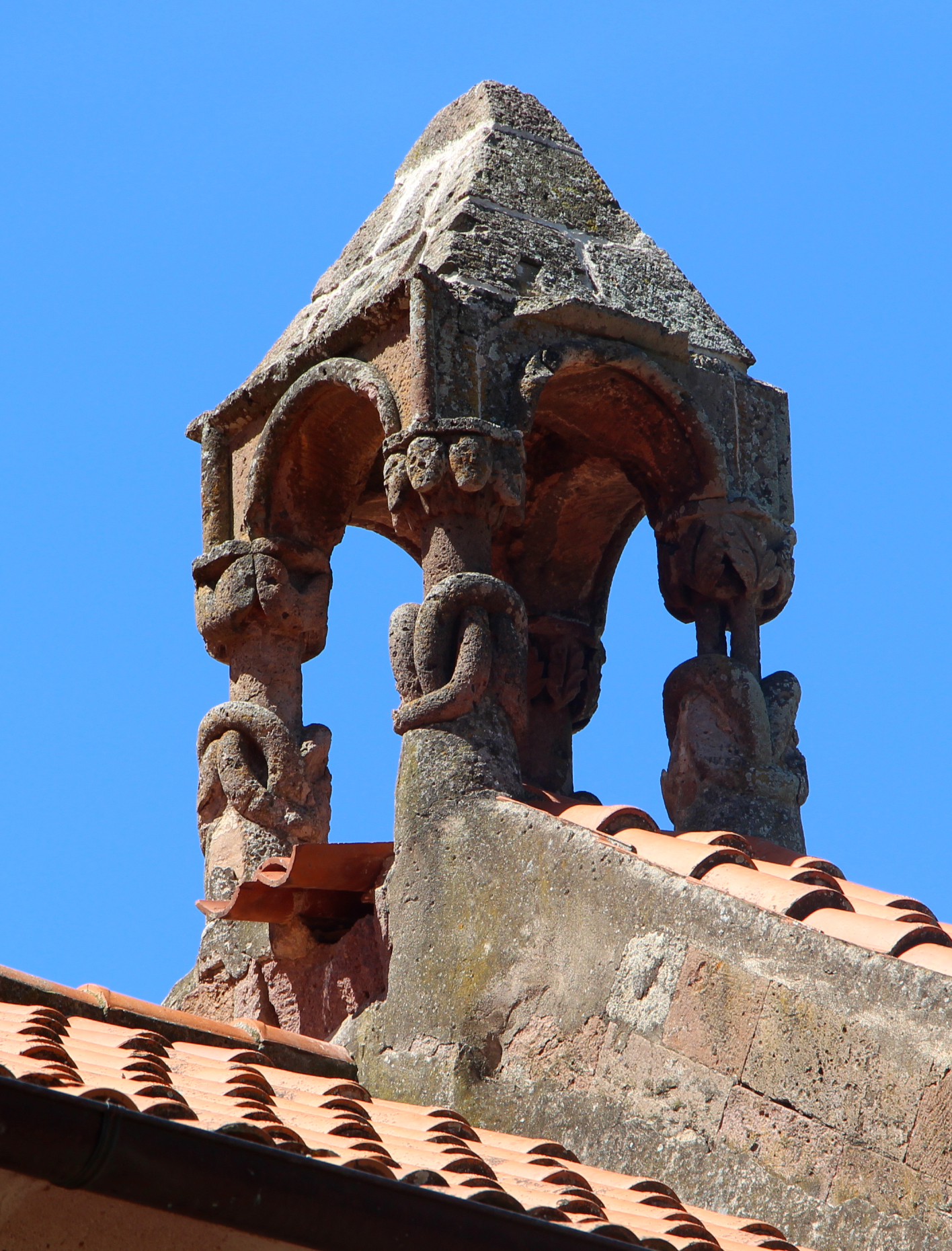
Edicola con colonnine ofitiche della Chiesa di San Pietro di Bosa, attribuita ad Anselmo da Como

In Sardegna nel X e XI secolo si manifesta un «particolare atteggiamento» di fronte alle due nuove correnti lombarda e toscana, che spesso vengono fuse producendo dei risultati inediti. Come nel caso della chiesa di San Nicola di Trullas (ante 1115) a Semestene (SS), della cappella palatina di Santa Maria del Regno (1107) ad Ardara o del San Nicola di Silanis (ante 1122) di Sedini (SS), la basilica di San Simplicio a Olbia (XI-XII sec.) e la Chiesa di Santa Maria di Betlem a Sassari (XII sec.), solo per citarne alcune.
Ad epoca più tarda risale la Chiesa di San Pietro di Zuri (Ghilarza) sulla cui facciata compare un'epigrafe che ricorda la data di consacrazione, il 1291, ed il maestro che eseguì i lavori: Anselmo da Como. Allo stesso autore sono stati attribuiti gli interventi sulla facciata della chiesa di San Pietro (1053-1073, ripresa nel XIII secolo) a Bosa (OR) dove sul colmo della facciata appare un'edicola con le colonnine ofitiche.

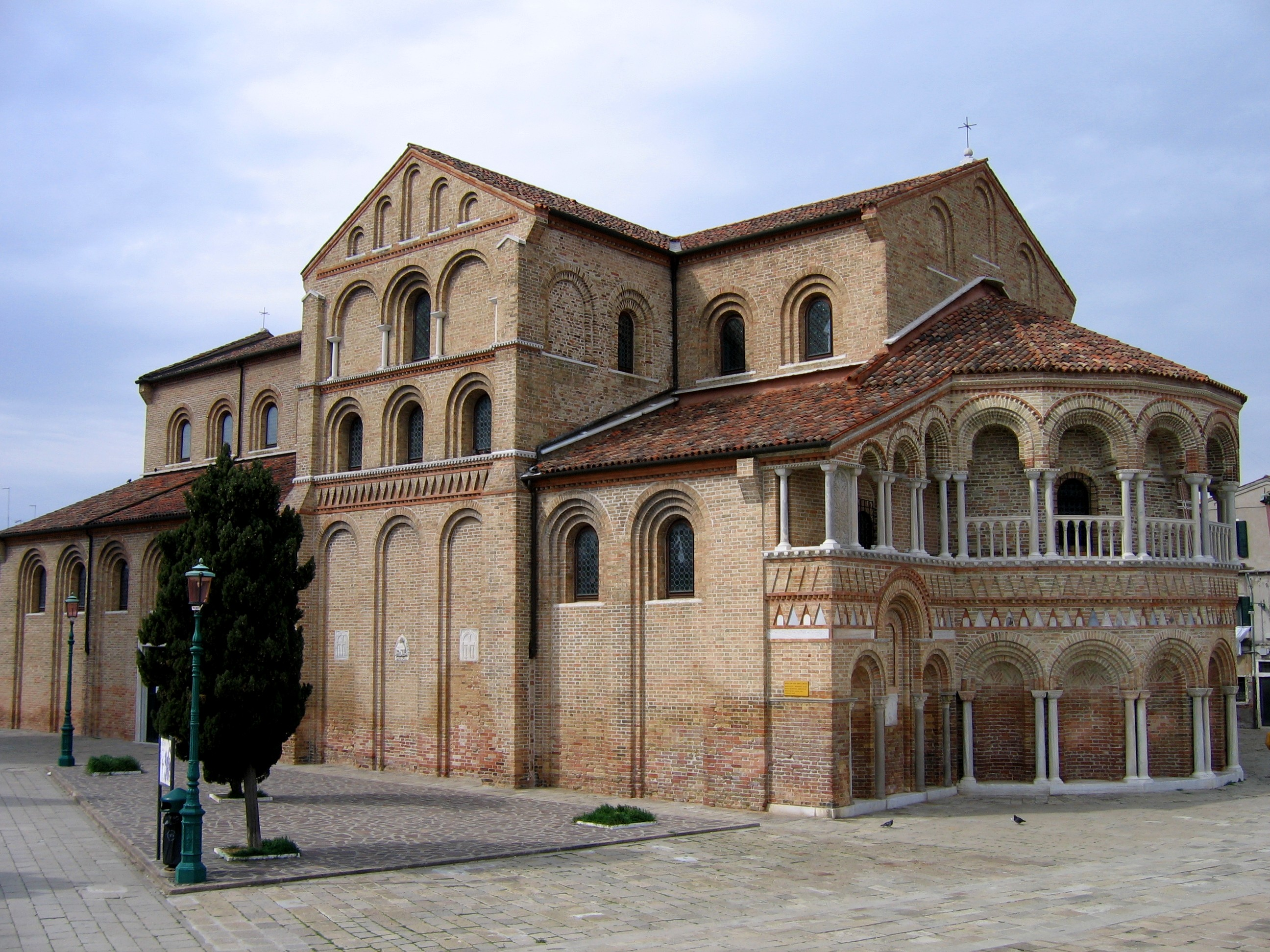
Santi Maria e Donato, Murano
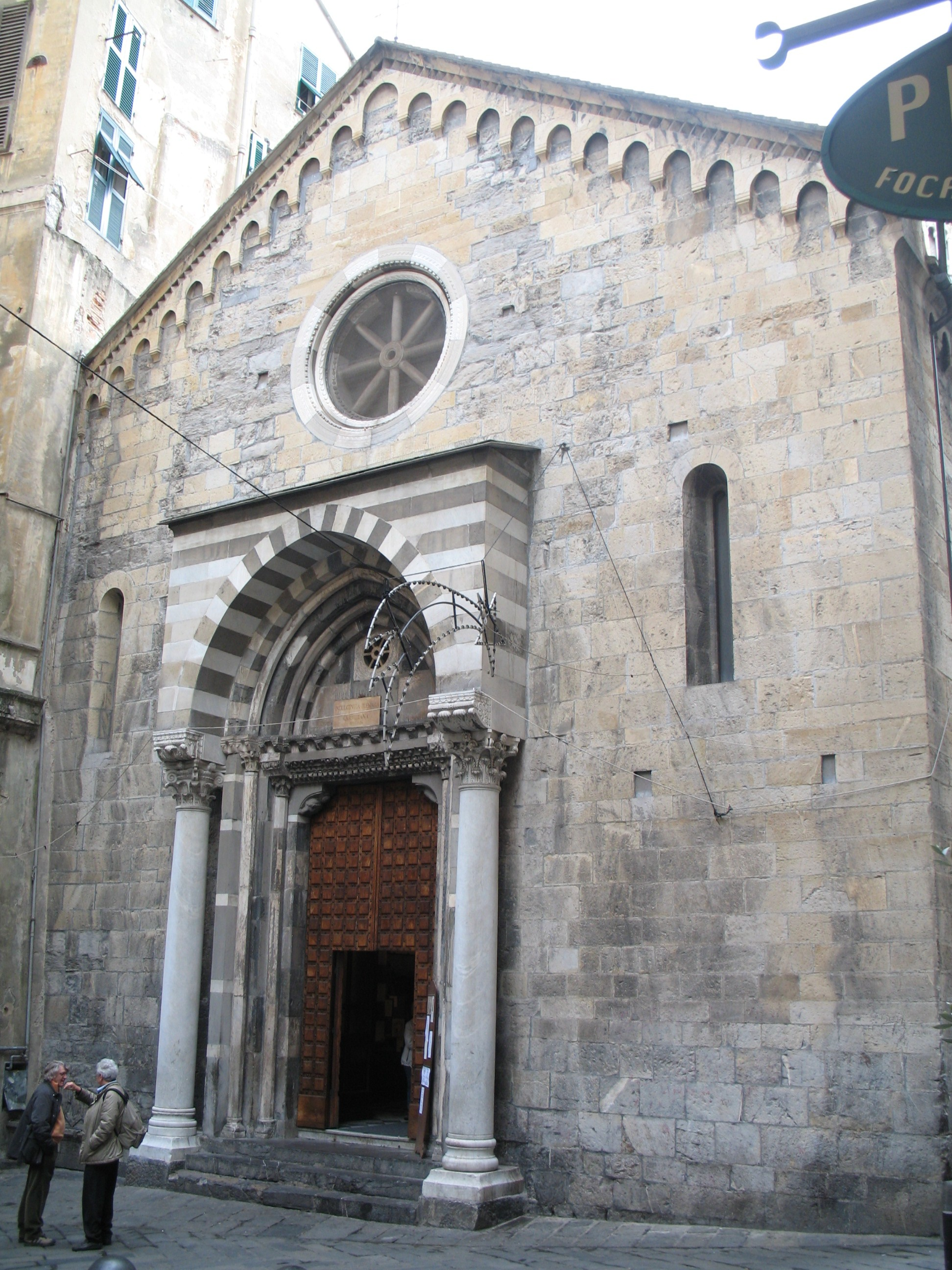
San Donato, Genova
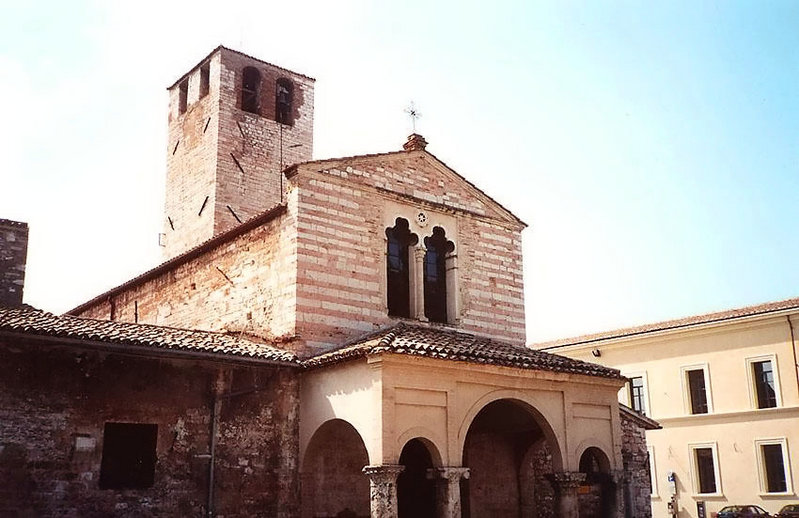
Basilica di Santa Maria Infraportas, Foligno
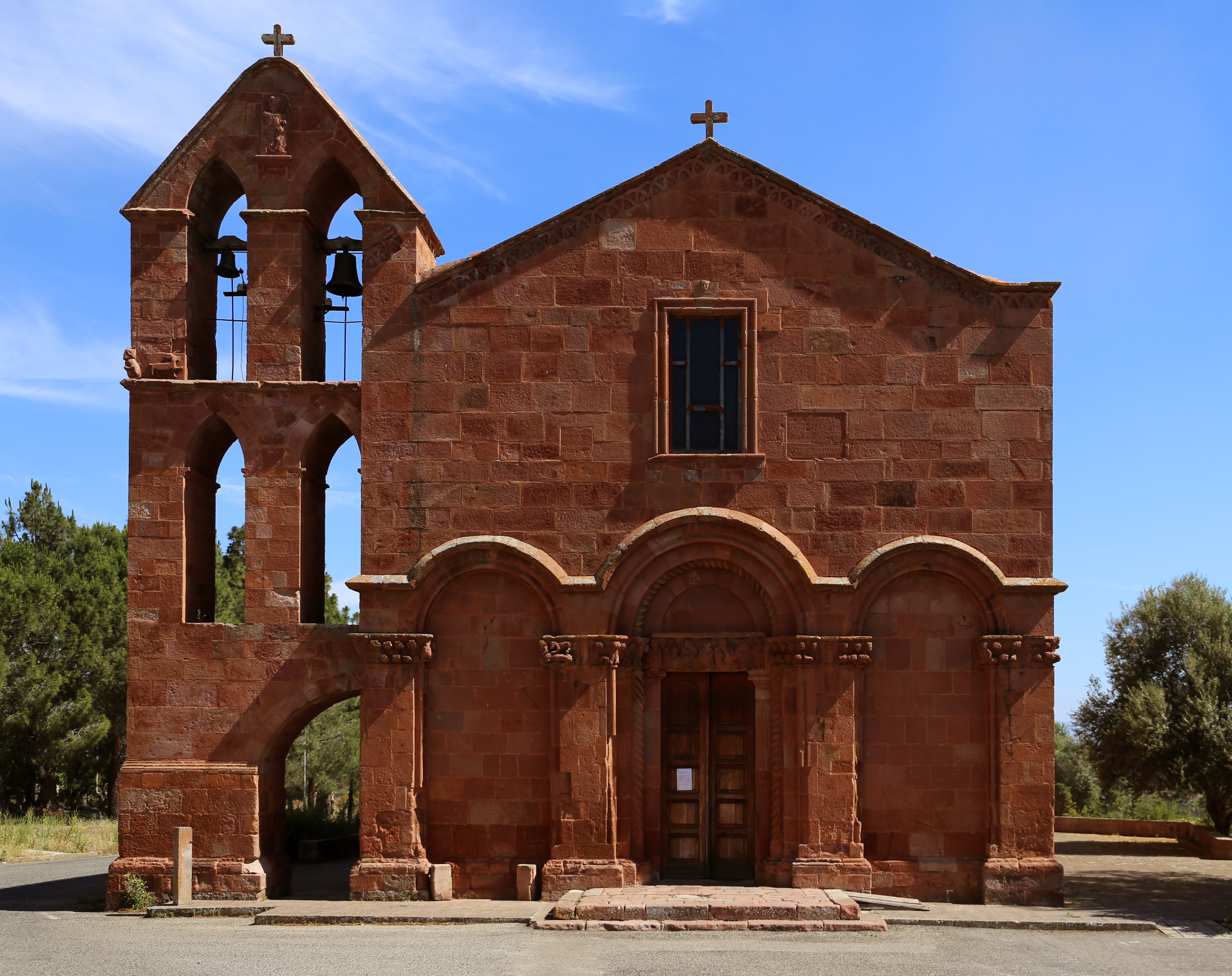
Chiesa di San Pietro di Zuri (Ghilarza) di Anselmo da Como

## Scultura

### I Maestri comacini
Tra i primi maestri del romanico lombardo ci sono una serie di maestri anonimi che lavorarono inizialmente nella zona di Como (e per questo detti maestri comacini). Questi scultori si spostavano molto e la loro opera è documentata su tutte le prealpi, nella Pianura Padana, nel Canton Ticino ed alcuni di loro si spinsero a lavorare fino in Germania, Danimarca e Svezia.
Tra le migliori opere di questa scuola ci sono la decorazione esterna della basilica di Sant'Abbondio a Como, oppure il coro della basilica di San Fedele, sempre a Como, con figure zoomorfe, mostri, grifoni, ecc.
In queste rappresentazioni le figure umane sono rare e caratterizzate da un aspetto tozzo e poco realistico. Ben più notevole è la loro maestria nel raffigurare figure animali e complessi intrecci vegetali, dovuta forse al fatto di poter contare sui modelli di stoffe e altri oggetti orientali. Il rilievo è piatto e stilizzato, ed ampio è il ricorso al trapano per creare un netto distacco con lo sfondo, di profondità fissa, per dare effetti di chiaroscuro.

### Wiligelmo

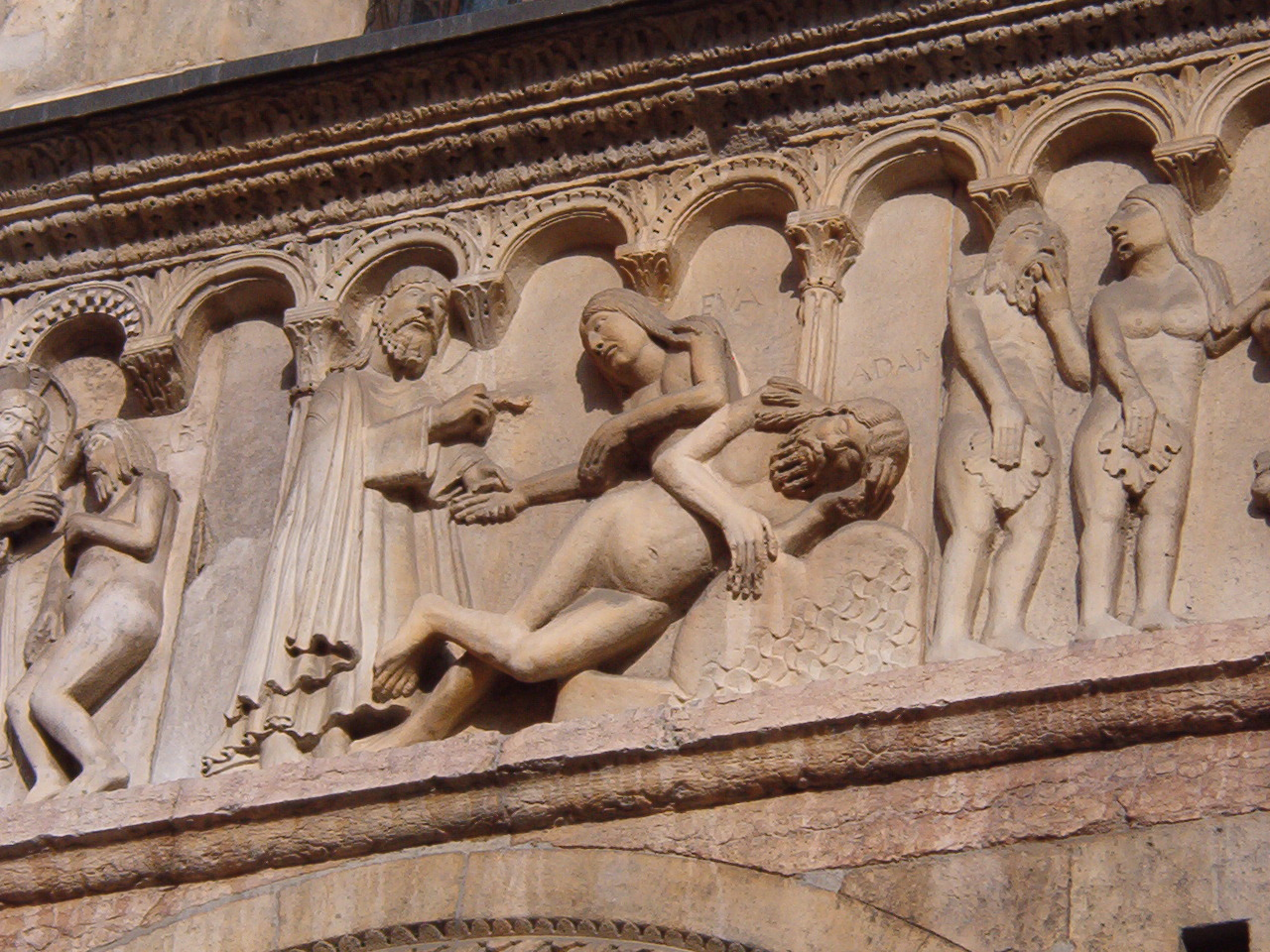
La Creazione di Eva, Wiligelmo, nel duomo di Modena

Wiligelmo è il maestro delle sculture della facciata del duomo di Modena, il cui nome è tramandato da una lastra posta sul duomo stesso, dove i cittadini riconoscenti fecero scolpire una frase in lode del maestro.
Per Modena scolpì diversi rilievi tra la fine dell'XI e l'inizio del XII secolo, tra i quali i più famosi sono i quattro grandi pannelli con le Storie della Genesi (Creazione, Peccato dei progenitori, Uccisione di Abele, Punizione di Caino e l'Arca di Noè), che segnano la ripresa della scultura monumentale in Italia. Il complesso figurativo rappresenta un'allegoria della salvezza umana e della riconciliazione con Dio.
Wiligelmo è famoso per il linguaggio immediato, chiaramente intelligibile da più strati di popolazione. Inoltre sviluppò uno stile dotato di capacità notevoli nella resa dei volumi, nella descrizione narrativa, nell'attenzione alla resa delle espressioni e dei dettagli.

### I seguaci di Wiligelmo
Sempre a Modena operarono numerosi maestri lapicidi, come il Maestro delle Storie di San Geminiano (attivo verso il 1130, dotato di grande inventiva, ma meno espressivo di Wiligelmo), il Maestro di Artù (più decorativo e meno drammatico) e il Maestro delle Metope. Quest'ultimo artista anonimo, attivo nel primo quarto del XII secolo, scolpì un unicum con le fantasiose rappresentazioni dei popoli più remoti della terra che attendono ancora il messaggio cristiano; importante è la comparsa nel suo stile di elementi minuziosi e raffinati, derivati dalla scultura borgognona, dall'intagli di avori e dall'oreficeria.

### Niccolò

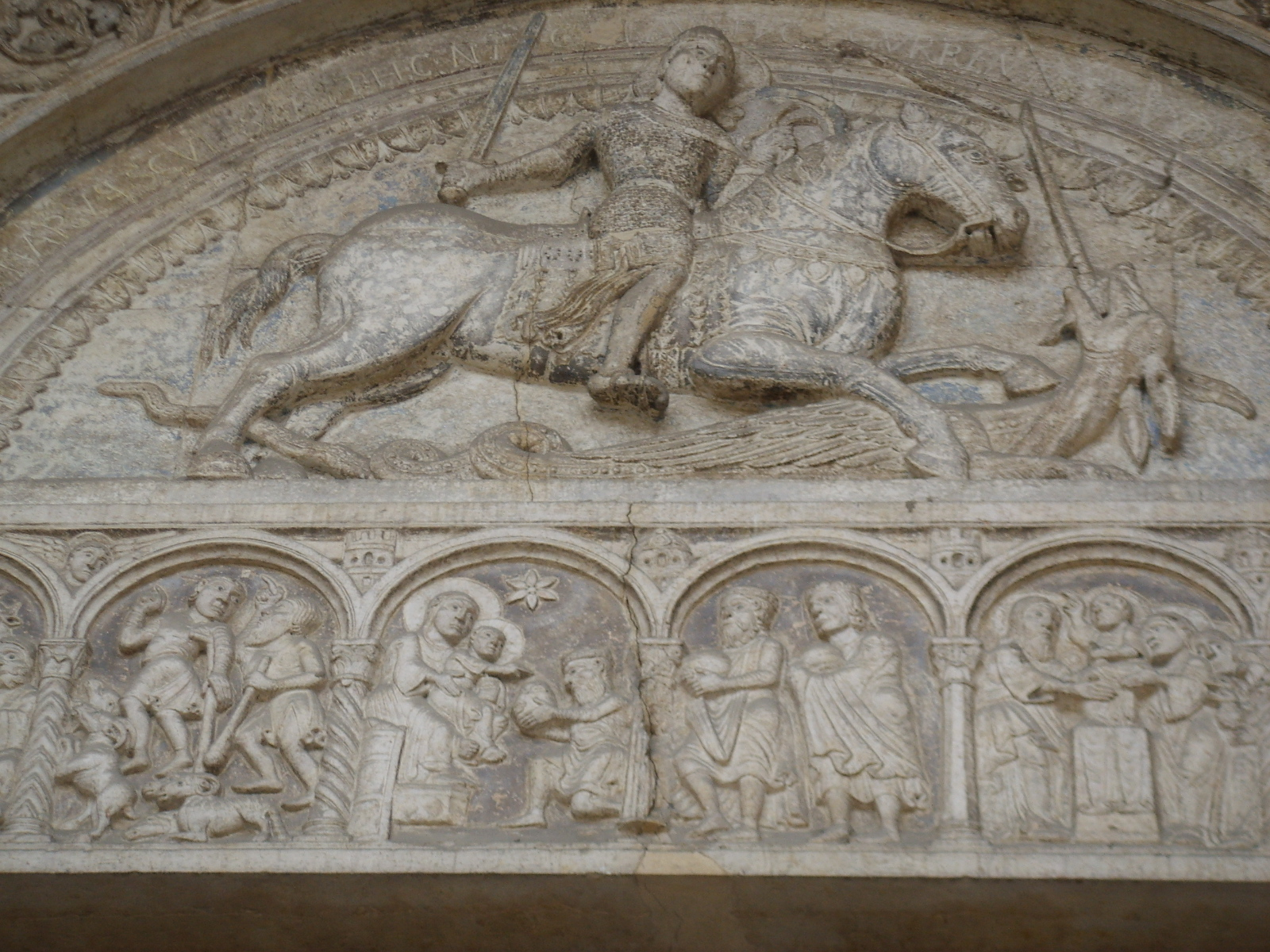
Niccolò, lunetta di San Giorgio, Ferrara

Lo scultore conosciuto con il nome di Niccolò, allievo o comunque conoscitore di Wiligelmo, è il primo maestro del quale si conosca un corpus di opere firmate, ben cinque, che permettono di ricostruire i suoi spostamenti attraverso l'Italia settentrionale.
La prima opera firmata Nicolaus è del 1122 e consiste nel portale destro della facciata del duomo di Piacenza, dove sono raffigurate le Storie di Cristo sull'architrave, caratterizzate da uno stile efficacemente narrativo, ma da un rilievo piuttosto schiacciato, che è bilanciato da una maggiore raffinatezza nei dettagli e un preziosismo quasi "pittorico". Questo stile ebbe un largo seguito a Piacenza, come negli anonimi artisti delle formelle dei Paratici, nella navata centrale, che rappresentano le corporazioni delle arti e mestieri che avevano finanziato la costruzione della cattedrale.
La seconda testimonianza di Nicolaus si trova nella sacra di San Michele, in Val di Susa, in Piemonte, dove verosimilmente lavorò tra il 1120 e il 1130. Qui si trova la Porta dello zodiaco, con gli stipiti decorati da rilievi dei segni zodiacali, simili a quelli dei popoli fantastici nella Porta dei Principi di Modena, si riscontrano influenze del linearismo della scuola scultorea di Tolosa.
Nel 1135 Niccolò si trovava a Ferrara per lavorare di nuovo a un protiro, dove per la prima volta venne scolpito anche il timpano, come si faceva già da un paio di decenni in Francia, poi lo troviamo nel 1138 nel cantiere della Basilica di San Zeno a Verona, ancora al lavoro a un timpano policromo, e infine nel 1139 troviamo le ultime sue opere nel duomo di Verona: una Madonna in Trono, un'Annunciazione ed un'Adorazione dei Magi sempre nel portale. Niccolò introduce elementi derivati dall'Aquitania e dal Nord della Spagna.

### I maestri campionesi
L'ultima fase della decorazione del duomo di Modena venne realizzata dai cosiddetti Maestri campionesi, poiché originari di Campione d'Italia, tra i quali spicca l'attività di Anselmo da Campione (attivo verso il 1165). Scolpirono il pontile nella cattedrale e ricavarono il grande rosone sulla facciata.
Lavorarono anche negli altri principali cantieri della regione.

### Benedetto Antelami

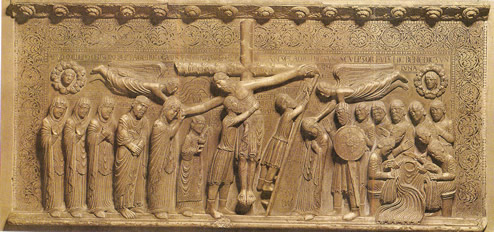
La Crocefissione del duomo di Parma

Benedetto Antelami lavorò al complesso monumentale del duomo di Parma almeno dal 1178, come figura nella lastra della Deposizione proveniente da un pontile smembrato. La sua attività si colloca al confino tra l'arte romanica e quella gotica, sia per datazione che per stile. Egli ebbe probabilmente modo di visitare i cantieri provenzali, forse addirittura quelli dell'Île-de-France. Nella celebre Deposizione egli raffigurò il momento nel quale il corpo di Cristo viene calato dalla croce, con vari elementi tratti dall'iconografia canonica della Crocefissione (i soldati romani con la veste di Cristo, il sole e la luna, le personificazione dell'Ecclesia e della Sinagoga, ecc.) e della Resurrezione (le tre Marie). Particolarmente raffinata è l'esecuzione ed anche il risultato nella modellazione dei corpi umani è meno tozzo delle figure di Wiligelmo. Rispetto al maestro modenese è invece inferiore la dinamica della scena, con le figure ferme in pose espressive. L'impressione di spazialità data dai due piani sovrapposti sui quali sono posti i soldati che tirano a sorte le vesti è il primo esempio del genere in Italia.
Scolpì nello stesso periodo anche la cattedra episcopale, con poderose figure altamente plastiche e dotate di un notevole espressività.
Nel 1180-1190 fu con la bottega a Fidenza dove decorò la facciata del duomo con vari rilievi, tra i quali spiccano le statue a tutto tondo dei due Profeti entro nicchie accanto al portale centrale: la ripresa della scultura a tutto tondo (sebbene in questo caso la collocazione architettonica non permetta allo spettatore di apprezzarne più punti di vista) non ha precedenti sin dalla statuaria tardo-antica.
Il suo capolavoro è il battistero di Parma (dal 1196), forse influenzato da quello pisano, dove le sculture creano un unico insieme sia all'interno che all'esterno, con un ciclo che si può schematizzare nella trattazione della vita umana e della sua redenzione.

## Pittura

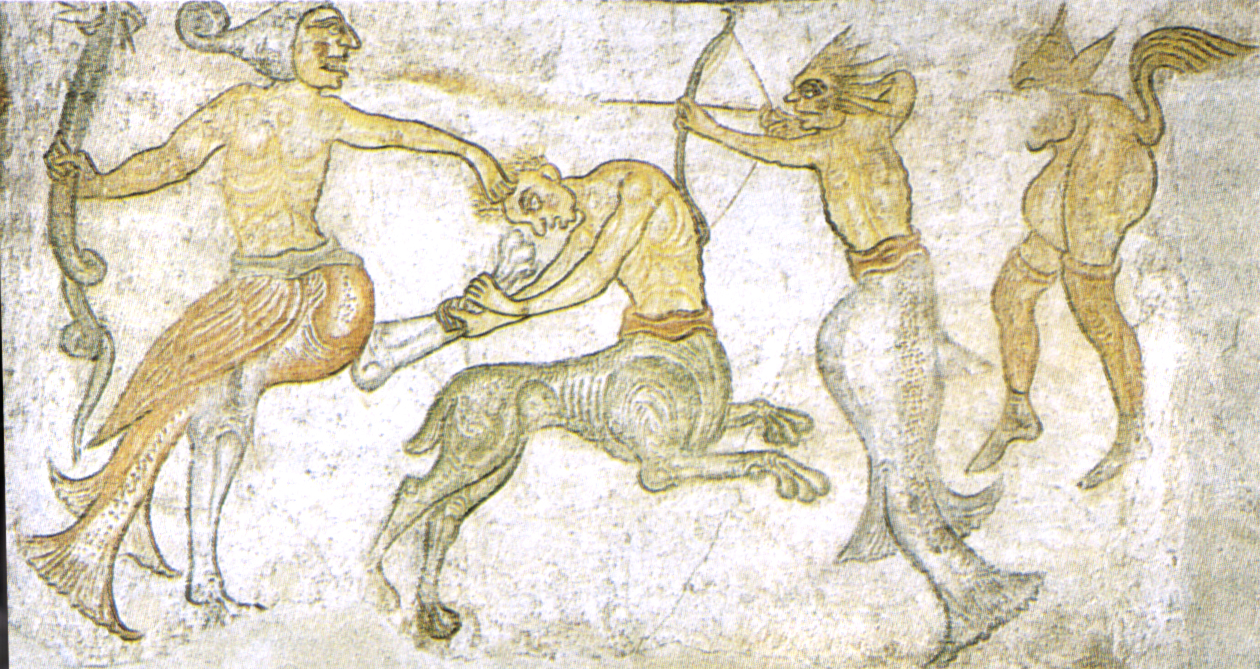
Combattimento di figure mostruose, chiesa di San Giacomo a Kastelaz, Termeno (BZ)

In Lombardia esistono splendide testimonianze di affreschi romanici a Civate (Lecco), come nella chiesa di San Calocero e in San Pietro al Monte, questi ultimi documentati nella maggior parte della bibliografia sulla pittura romanica. Un altro notevole ciclo di affreschi di quest'epoca si trova in S.Martino a Carugo (Como).
Un interessante esempio di affrancamento dagli stilemi dominanti dell'arte bizantina è costituito dalle pitture ancora esistenti in area altoatesina.
Per esempio nella cripta della chiesa di Montemaria a Burgusio (1160 circa), un Cristo in maestà con cherubini e i Santi Pietro e Paolo ricorda i risultati della miniatura ottoniana.
Più originali sono i frammentari affreschi della Chiesa di San Giacomo a Termeno sulla Strada del Vino, dove si trova una scena con Combattimento di figure mostruose (inizi del XIII secolo) caratterizzati da un forte senso del movimento e da un tratto sciolto ed elegante.
Nel ciclo del Castello di Appiano (inizi del XIII secolo) si trovano figure allungate che sembrano anticipare le scene cortesi del periodo gotico. Importante è anche la vena naturalistica di queste pitture, che più si discosta dai modelli bizantini, come nell'affresco con il Sacrificio di Isacco (chiesa di San Jacopo di Grissiano, frazione di Tesimo, inizio del XIII secolo) dove lungo il profilo di un arco è dipinto un asino carico di fascine di legno che fatica a salire, sullo sfondo delle innevate cime dolomitiche.

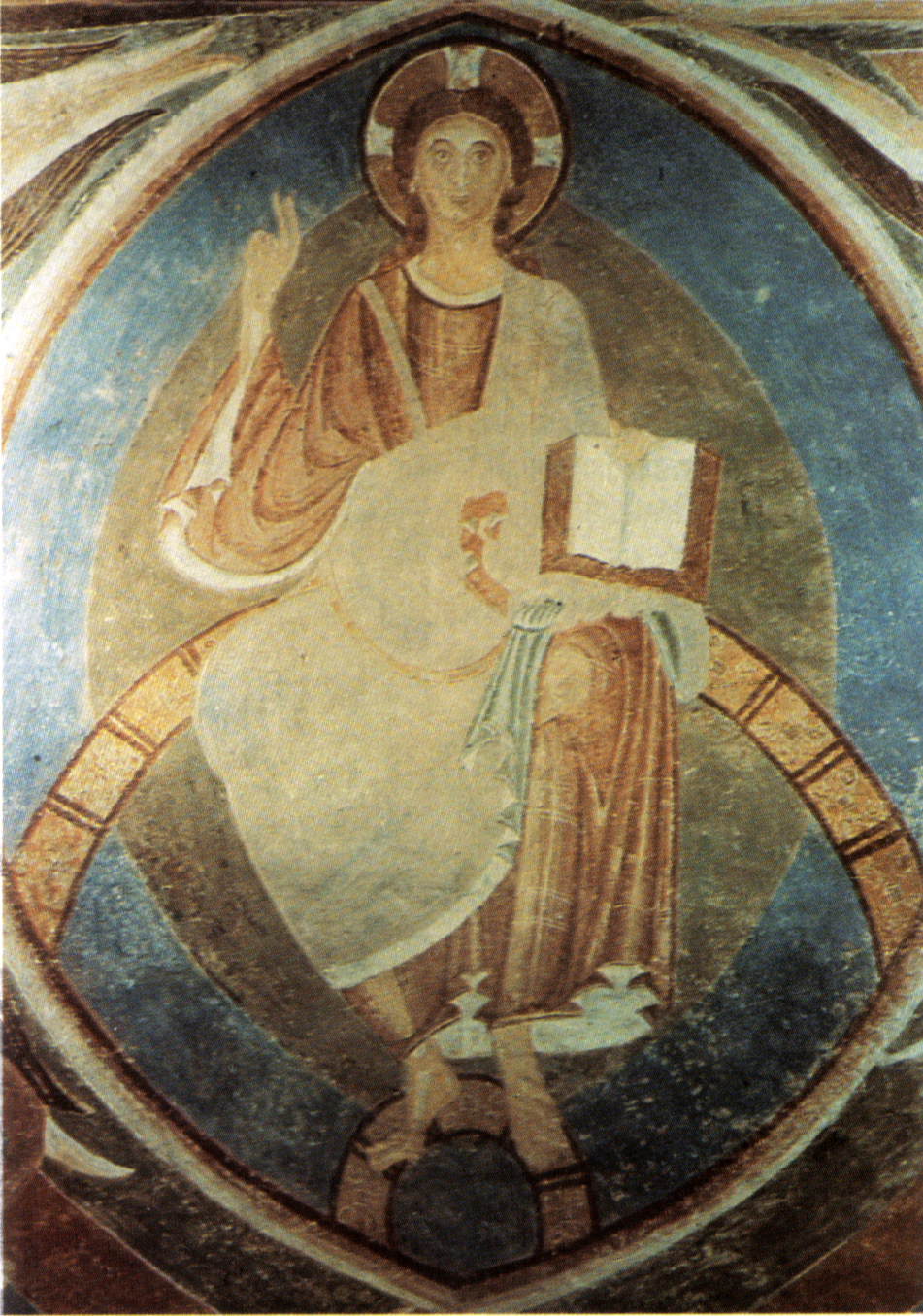
Cristo in maestà, cripta della chiesa dell'Abbazia di Montemaria, Burgusio
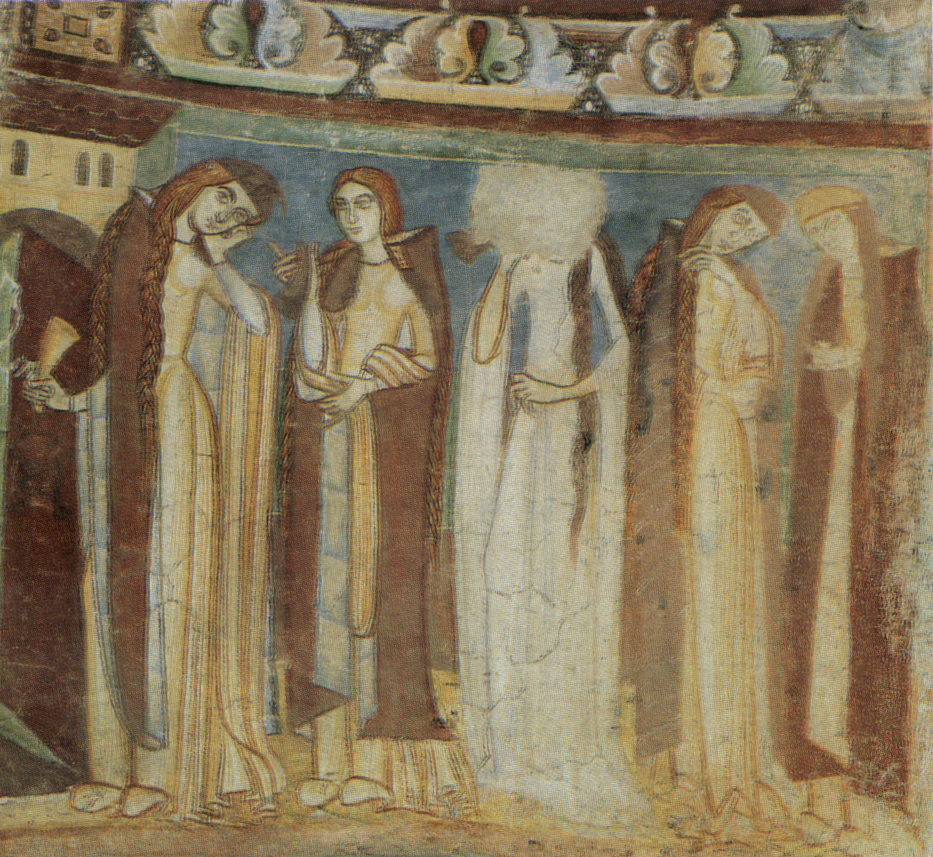
Le vergini folli, Castello di Appiano
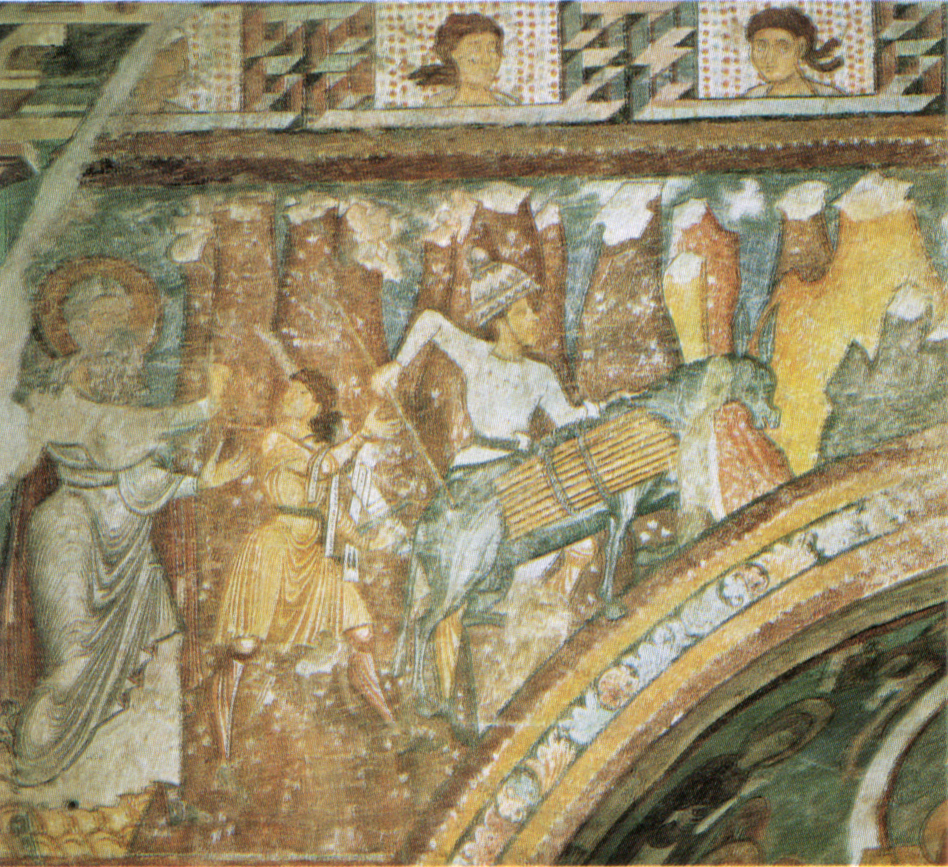
Sacrificio di Isacco, Chiesa di San Jacopo, Grissiano

## Il mosaico
Alla eccezionale ripresa edilizia che caratterizzò l’Europa occidentale nei secoli XI e XII è strettamente connessa la fioritura del mosaico pavimentale, assai apprezzato dalle classi agiate e ampiamente presente (fino alla prima metà del Duecento) in edifici sacri e civili. Il mosaico pavimentale romanico presenta alcune caratteristiche peculiari, come l’uso di pochi colori sull’intera superficie decorata, quasi esclusivamente il bianco, il nero e il rosso e la commistione di tessere e lastre di marmo. Un nucleo uniforme e particolarmente ricco di mosaici è formato dai pavimenti musivi dell’Italia nord- occidentale, dall’Emilia alla Lombardia al Piemonte, caratterizzati da rapporti stilistici e compositivi molto stretti con la scultura e soprattutto con la miniatura regionali, da un certo gusto per la policromia e da programmi iconografici particolarmente complessi, spesso basati non solo su repertori biblici, ma anche su bestiari, fonti mitologiche e letterarie. Al libro dei Maccabei sono dedicati sia i mosaici della abbazia di San Colombano a Bobbio sia quelli del duomo di Casale Monferrato, stile analogo mostra il mosaico pavese del presbiterio della basilica di San Michele Maggiore (anch’esso, come gli altri menzionati, della prima metà del XII secolo) dove un soggetto biblico, la vittoria di Davide contro Golia, è associato a un episodio della mitologia classica, l’uccisione del Minotauro per mano di Teseo nel labirinto. Lo stesso mosaico di San Michele Maggiore riprende anche un tema diffusissimo: la rappresentazione del tempo attraverso la personificazione dell’anno e dei mesi, ciascuno associato ai lavori agricoli che lo caratterizzano, tema ripreso dal mosaico della cripta della basilica di San Savino a Piacenza, dove compaiono anche le figure delle Virtù Cardinali, presenti a loro volta nel mosaico presbiterale della cappella di Santa Maria a San Benedetto Po, nei mosaici della chiesa di Santa Maria del Popolo a Pavia (ora nei Musei Civici della città) e in quello del Camposanto dei Canonici a Cremona. Mentre mancano completamente nei mosaici soggetti legati al Nuovo Testamento e immagini che sarebbe stato irrispettoso calpestare, come quelle della Vergine o della croce, e meno rare sono le narrazioni di storie di santi, come la passione di Sant’Eustacchio, rappresentata (intorno alla fine dell’XI secolo) in un mosaico della chiesa di Santa Maria del Popolo a Pavia (ora nei Musei Civici della città).

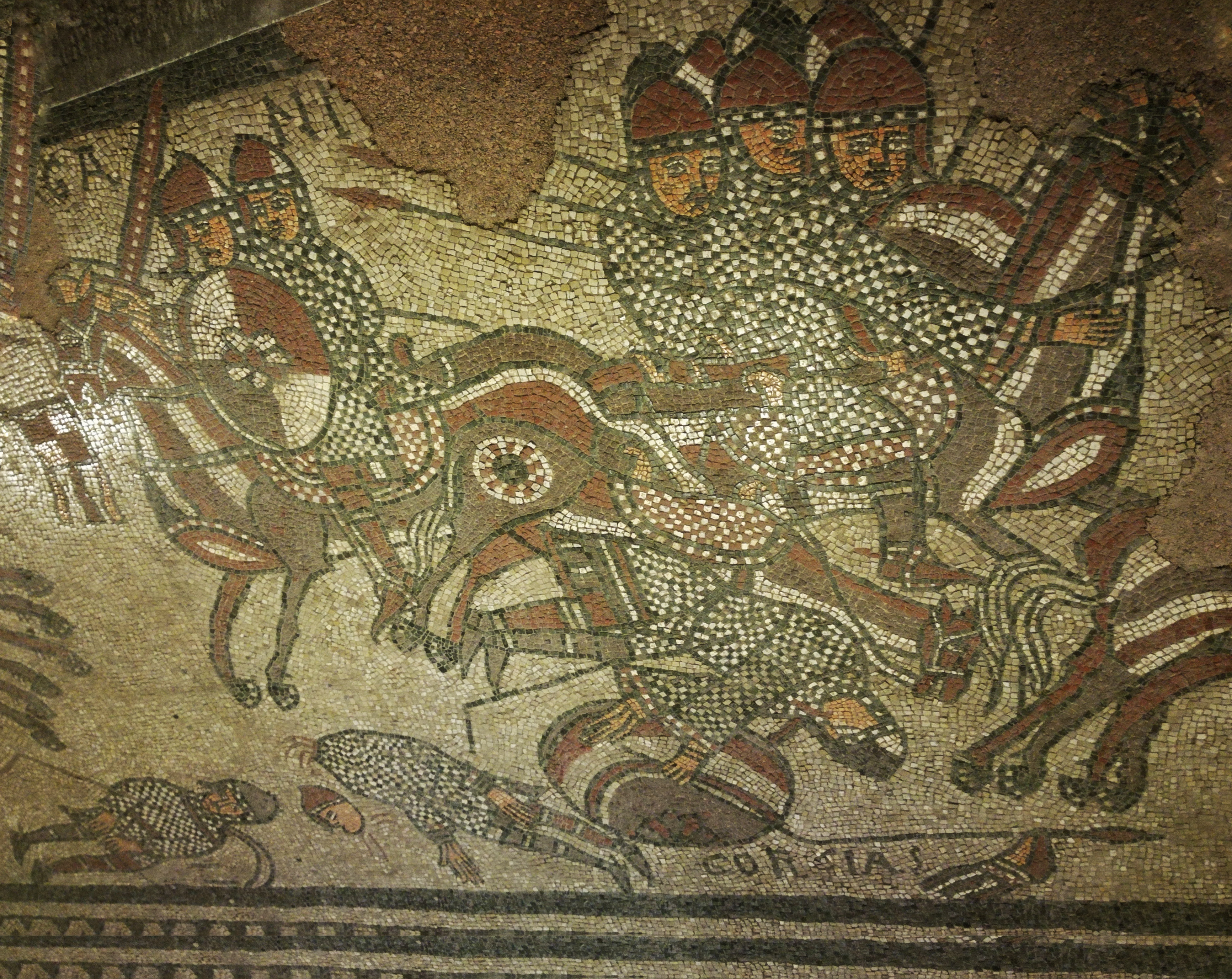
Libro dei Maccabei, Abbazia di San Colombano, Bobbio
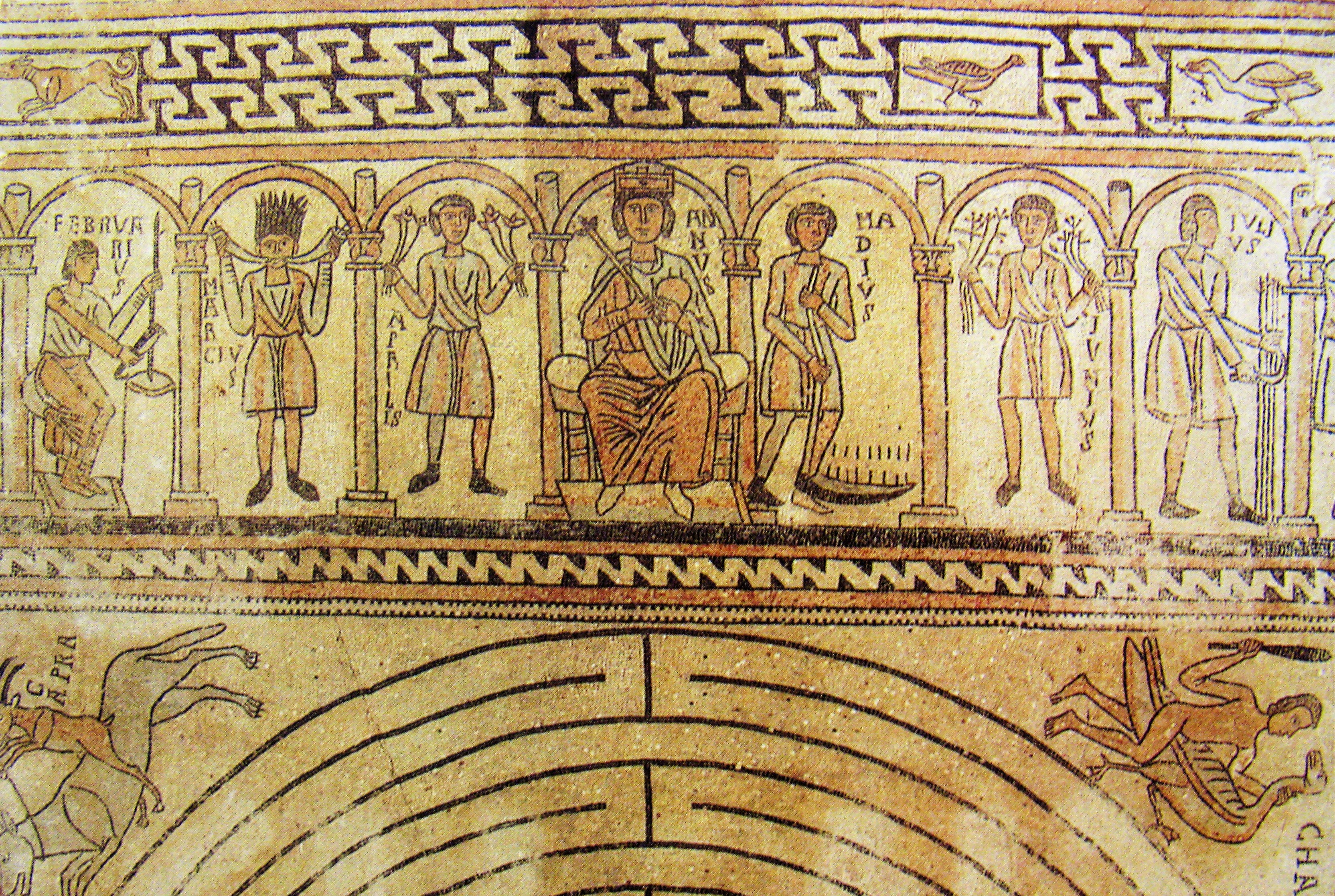
Il labirinto, Basilica di San Michele Maggiore, Pavia
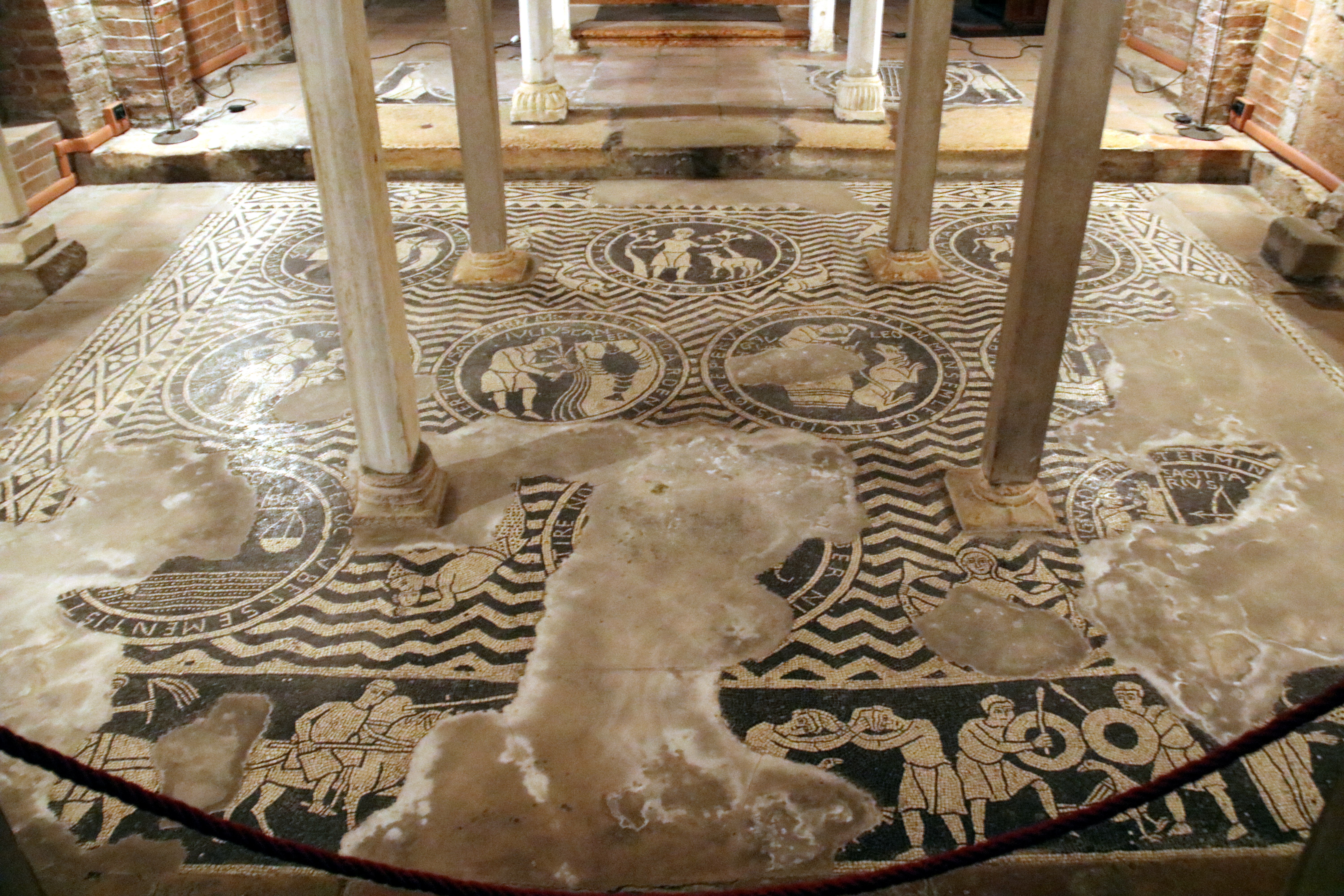
Ciclo dei mesi, Basilica di San Savino, Piacenza
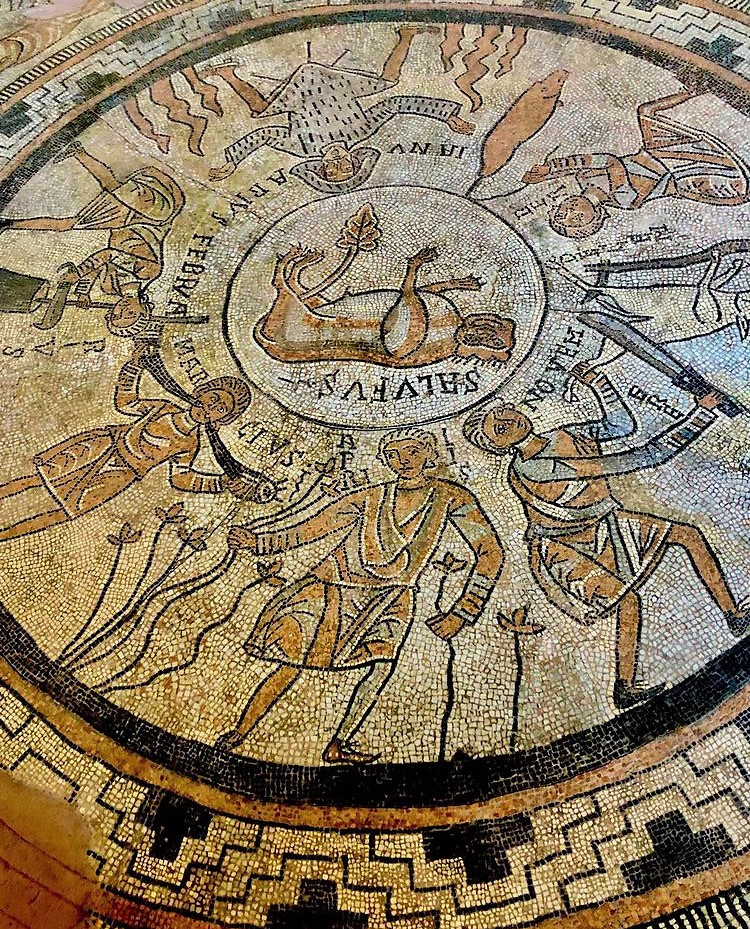
Ciclio dei mesi, dalla chiesa di Santa Maria delle Stuoie, Pavia, Musei Civici
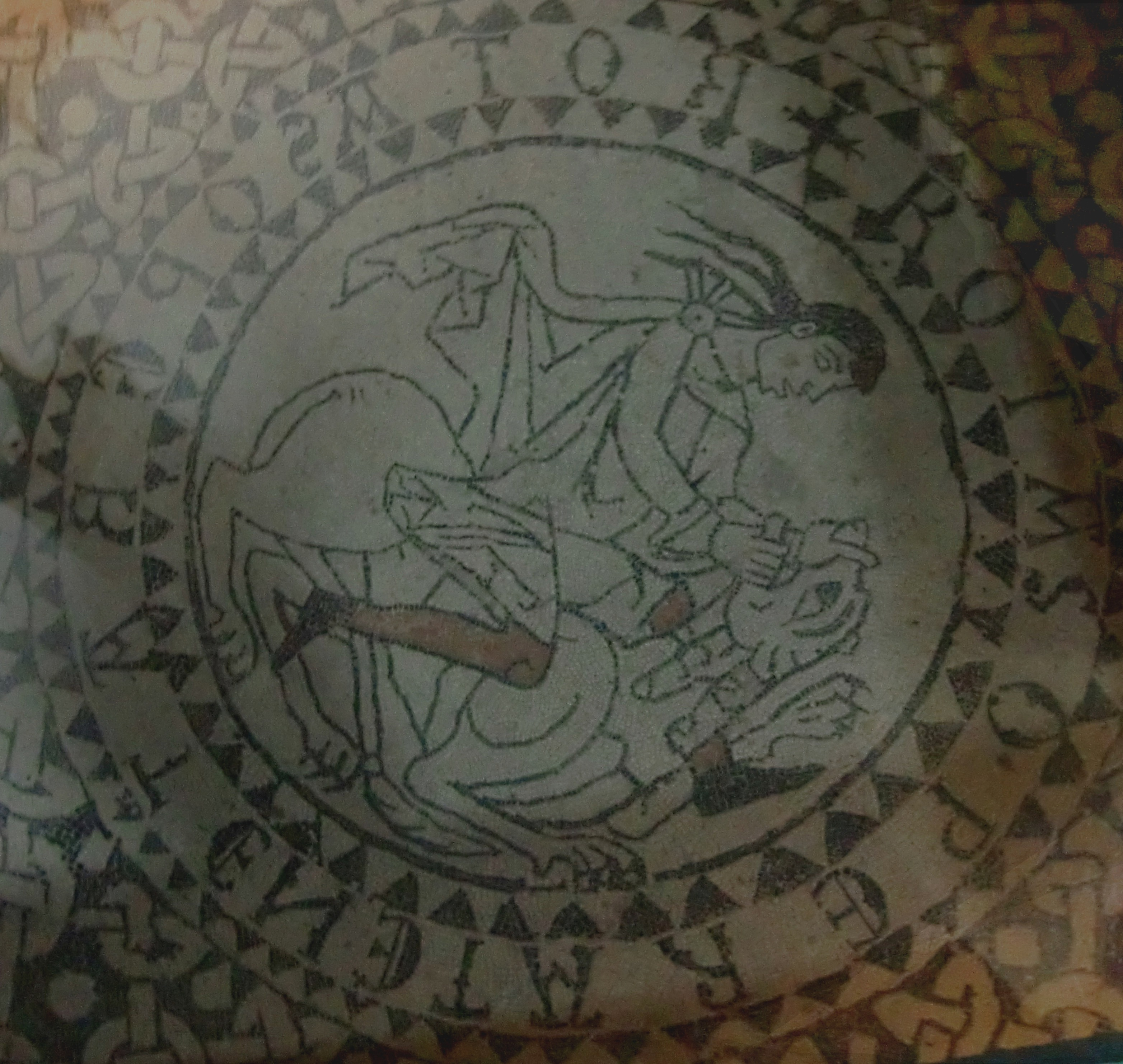
Sansone che uccide il leone, Collegiata di Sant'Orso, Aosta